# Ромашка (полифилетическая группа)
Ромашка — обиходное название растений родов Нивяник, Пупавка, Леукантемелла, Пиретрум, Трёхрёберник, Гербера, Остеоспермум, Хризантема, Дороникум, Астра, а также других родов семейства Астровые, у соцветий которых имеются светлые краевые лепестки из язычковых или ложноязычковых цветков и более тёмная середина из трубчатых цветков. В англоязычных странах растения с подобным обликом соцветий принято называть «маргаритки» (Daisies).
С точки зрения ботанической номенклатуры, ромашка — это научное название одного рода растений Matricária, но среди садоводов под этим собирательным названием фигурируют представители разных родов, которые имеют сходный облик и зачастую культивируются как декоративные растения. Многочисленные ревизии (изменение систематики) внутри семейства Астровые (Asteraceae) привели к обширной синонимике, некоторые «ромашки» могут иметь множество обиходных и научных названий.
У Пита Удольфа «ромашки» — одна из групп габитуса растений, наряду с «зонтиками», «свечками», «кистями», «завесами» и «экранами». Детским словом «ромашки» (daisies) Удольф обозначает растения самых разных семейств с характерными «цветками-солнышками», отдавая предпочтение тем, которые сохраняют форму после отцветания.

## Этимология названия

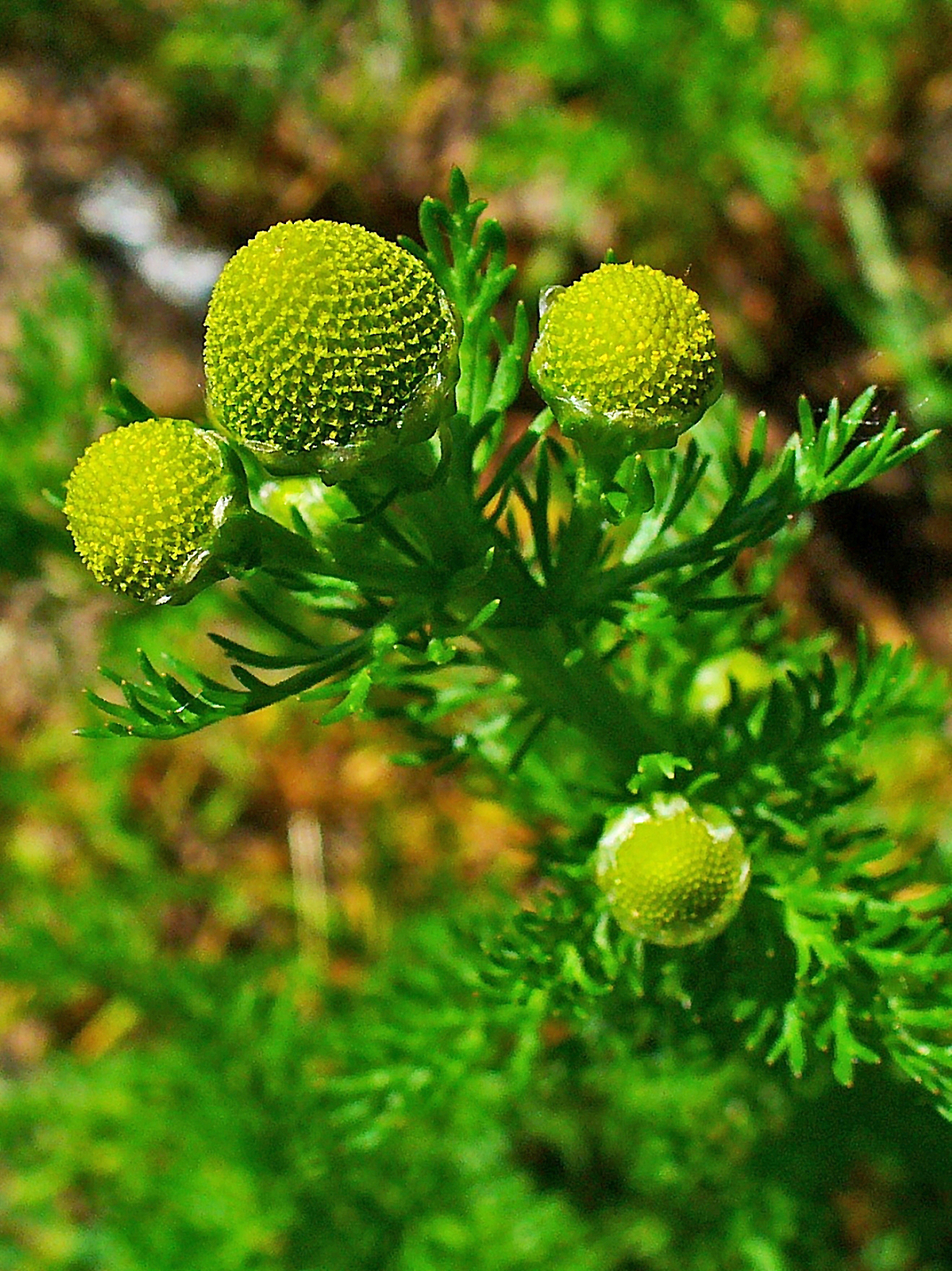
Шаровидные соцветия Ромашка пахучая|ромашки пахучей (Matricaria discoidea) не имеют белых язычковых цветков.

Появление слова в русском языке связано с проникновением на Русь средневековой медицинской литературы в виде травников и лечебников. В них фигурировало растение под названием Anthemis romana (пупавка римская, буквальный перевод «римский цветочек»), известная сейчас как пупавка благородная (Anthemis nobilis L.). В русских травниках оно именуется романом (романъ), Романовой травой, романовым цветом (романовый (лат. rōmāna) — значит римский). Название, вероятно, являлось заимствованием из польского, так как поляки использовали это название в середине XVI века. Впоследствии зафиксировалась уменьшительно-приниженная форма от роман — ромашка с использованием суффикса -ш-ка- (ср. Ивашка, Николашка и т.д.), которая впервые отмечается в конце XVIII века. Поскольку названия романова трава и т.д. относились не только к пупавке, но также к нивянику и собственно ромашке (в частности к ромашке аптечной (Matricaria chamomilla)), уменьшительная форма впоследствии закрепилась именно за растениями рода ромашка. Множественная форма романъ также применялась к Achillea millefolium (тысячелистнику обыкновенному), а раменак — к молочаю.
Словарь Даля помимо римской и аптечной ромашки приводит ромашку голубую (Aster amellus), красную (Pyrethrum roseum), полевую (Leucanthemum) и собачью (Maruta cotula).

## Ботаническая морфология
«Цветок» ромашки в ботаническом смысле является антодием, ложным цветком, который является корзинкой — соцветием из двух типов цветков — трубчатыми, которые образуют сердцевину в центре, и язычковыми (ложноязычковые) по краям, которые выглядят как лепестки. Обёртка соцветия при этом выглядят как чашелестики чашечки.

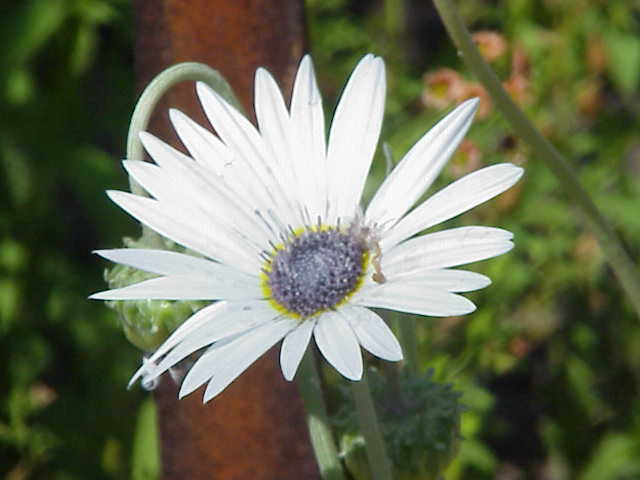
Arctotis venusta (Арктотис красивый)
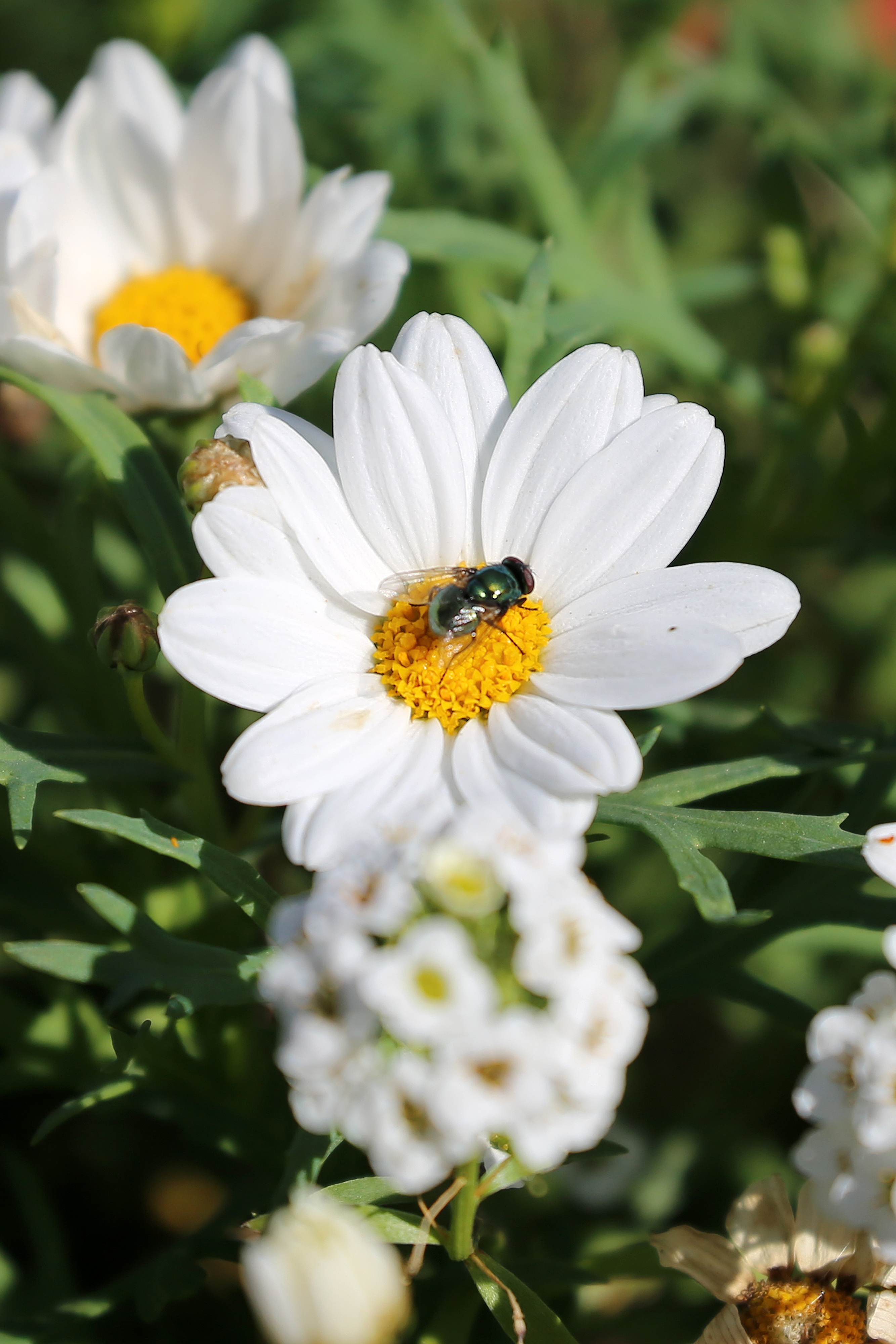
Argyranthemum frutescens (Сереброцветник кустарниковый)
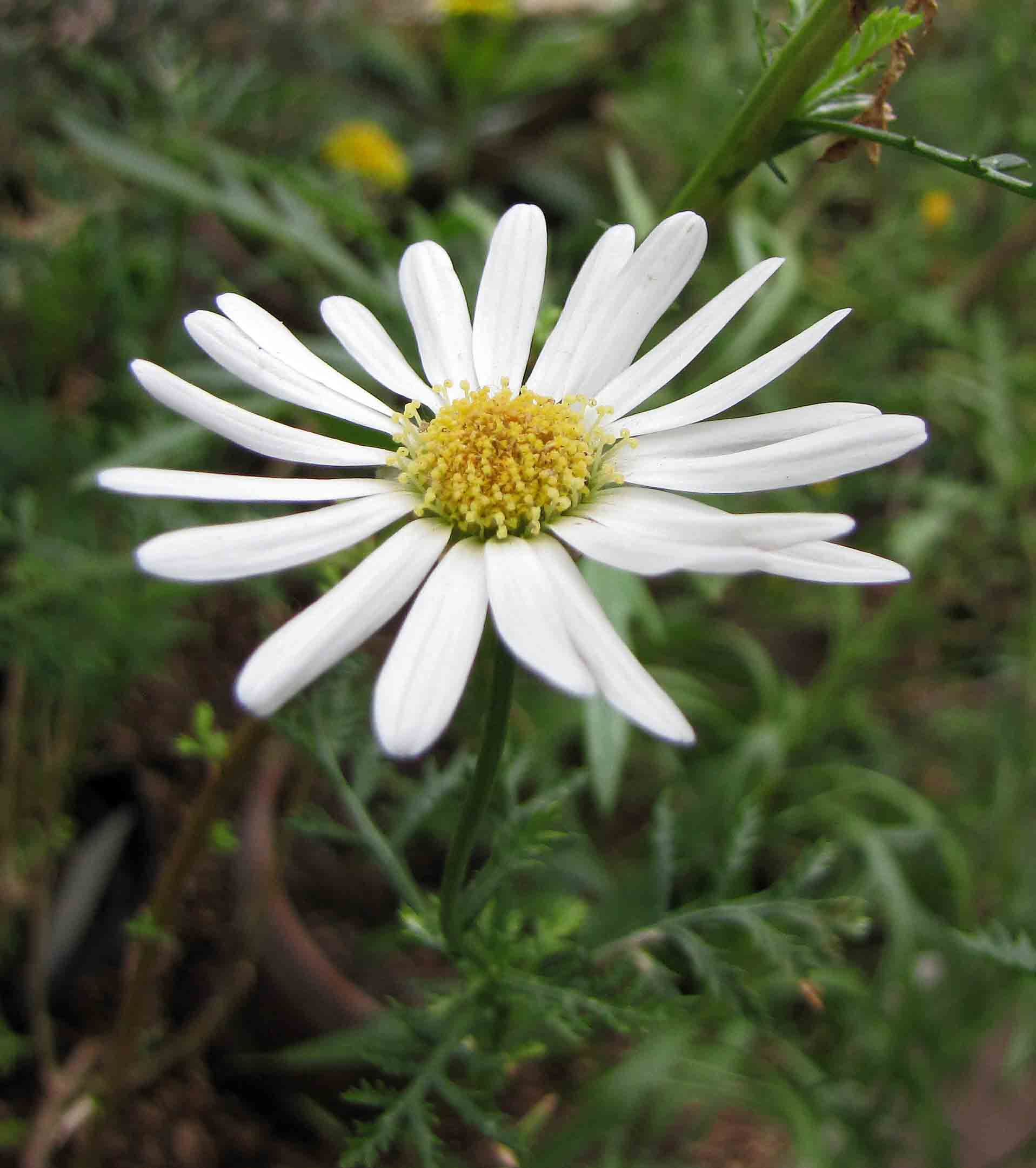
Argyranthemum adauctum (Сереброцветник повышенный)
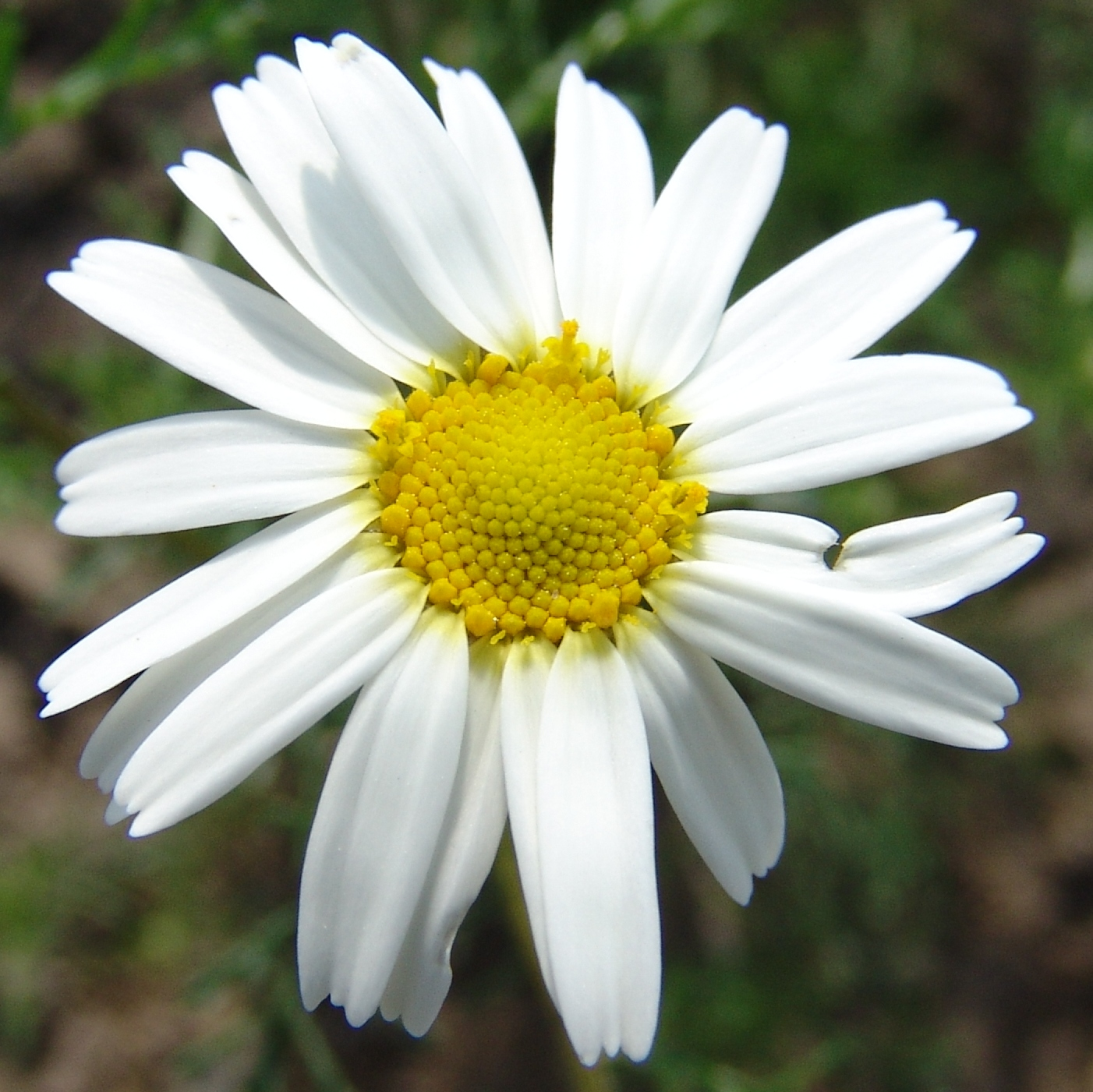
Anthemis arvensis (Пупавка полевая)
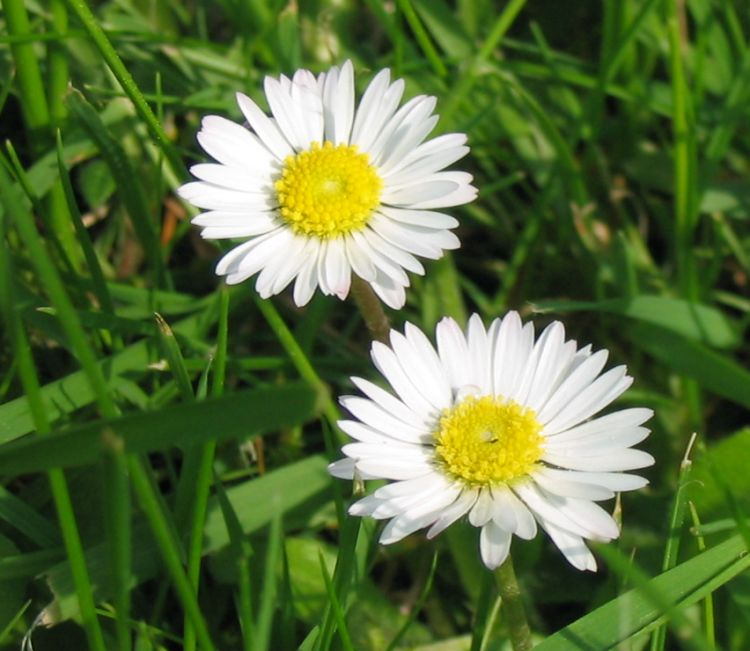
Bellis perennis (Маргаритка многолетняя)
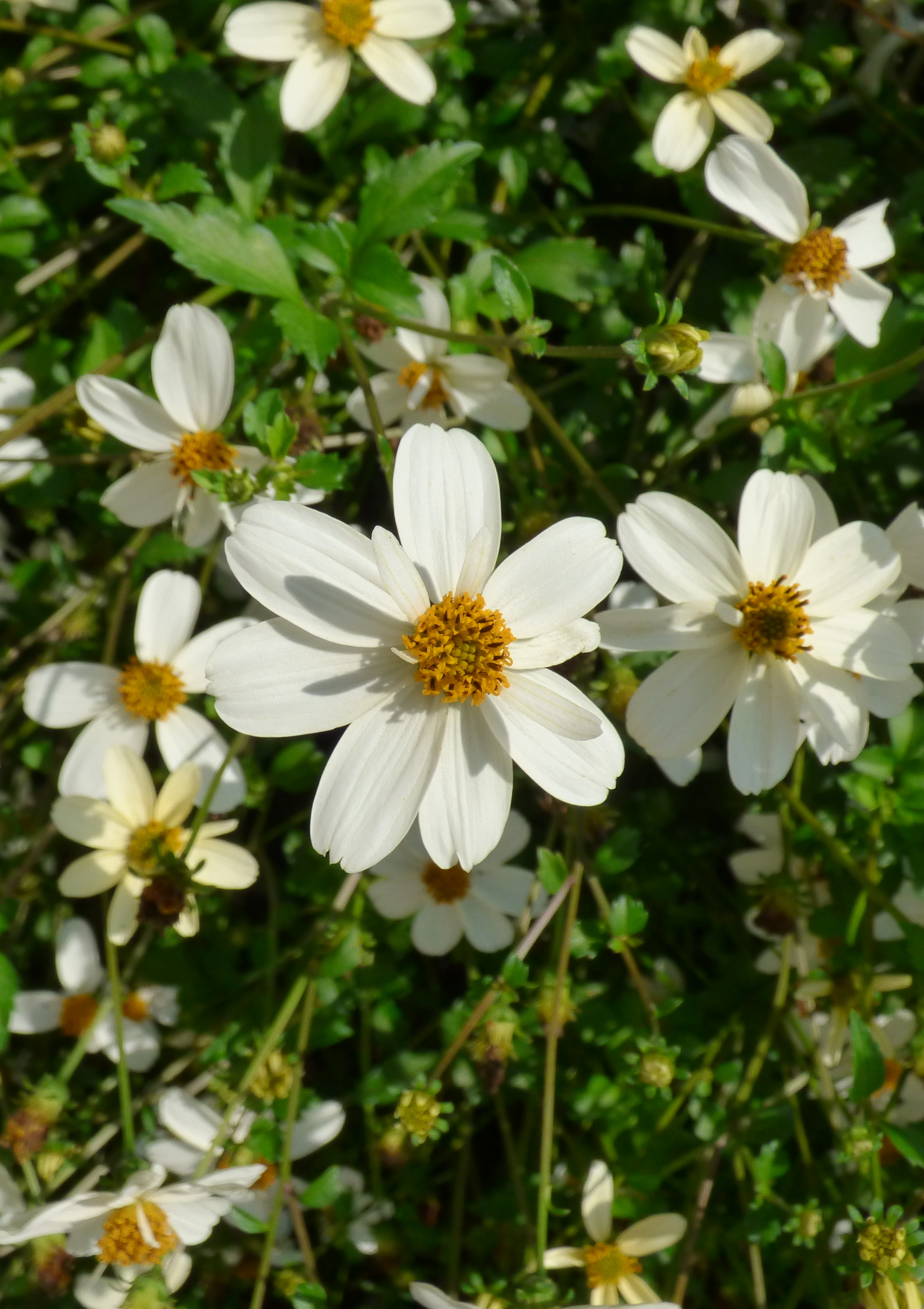
Bidens alba (Череда белая)
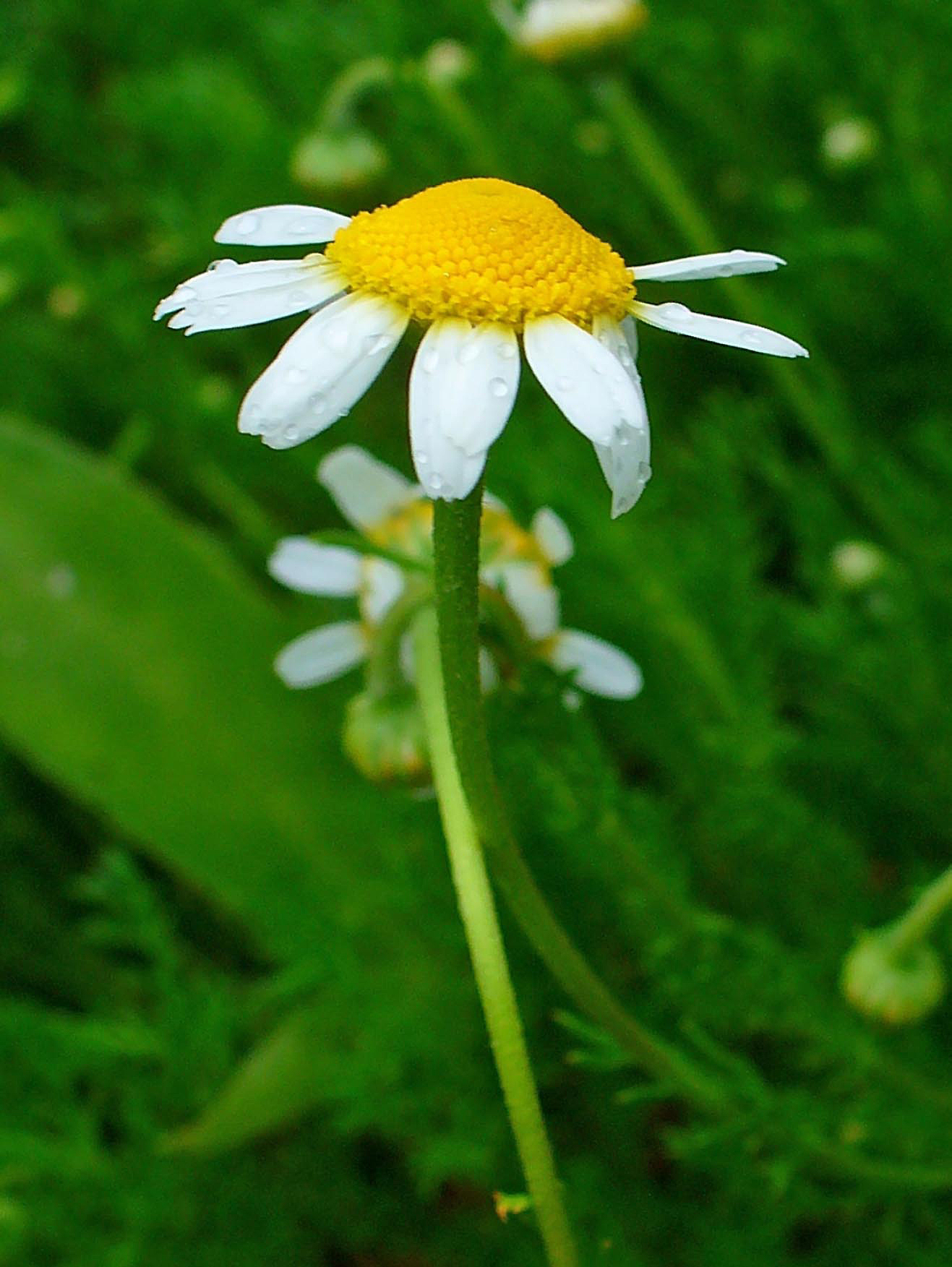
Chamaemelum nobile (Хамемелюм благородный)
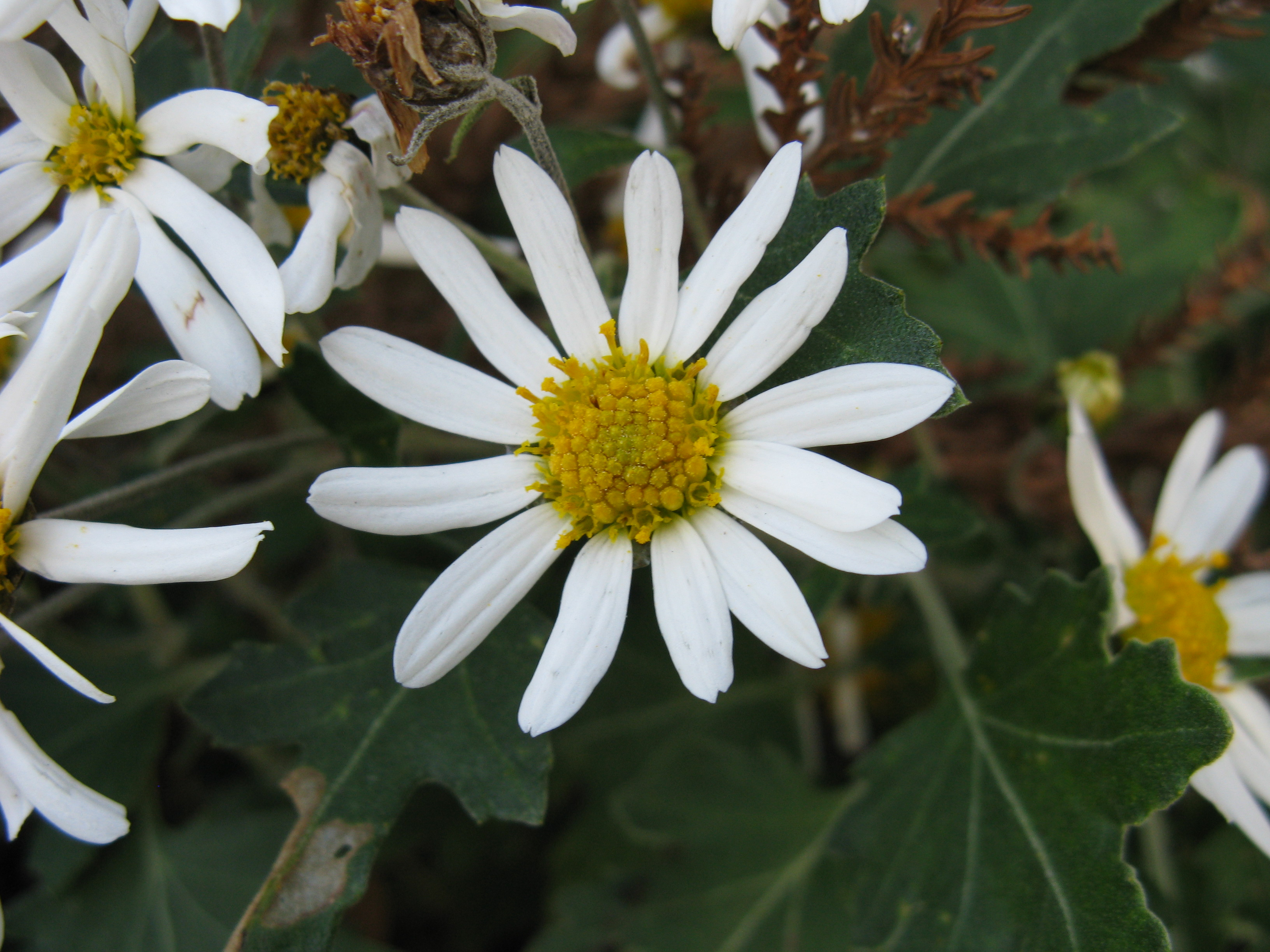
Chrysanthemum japonense (Хризантема японская)
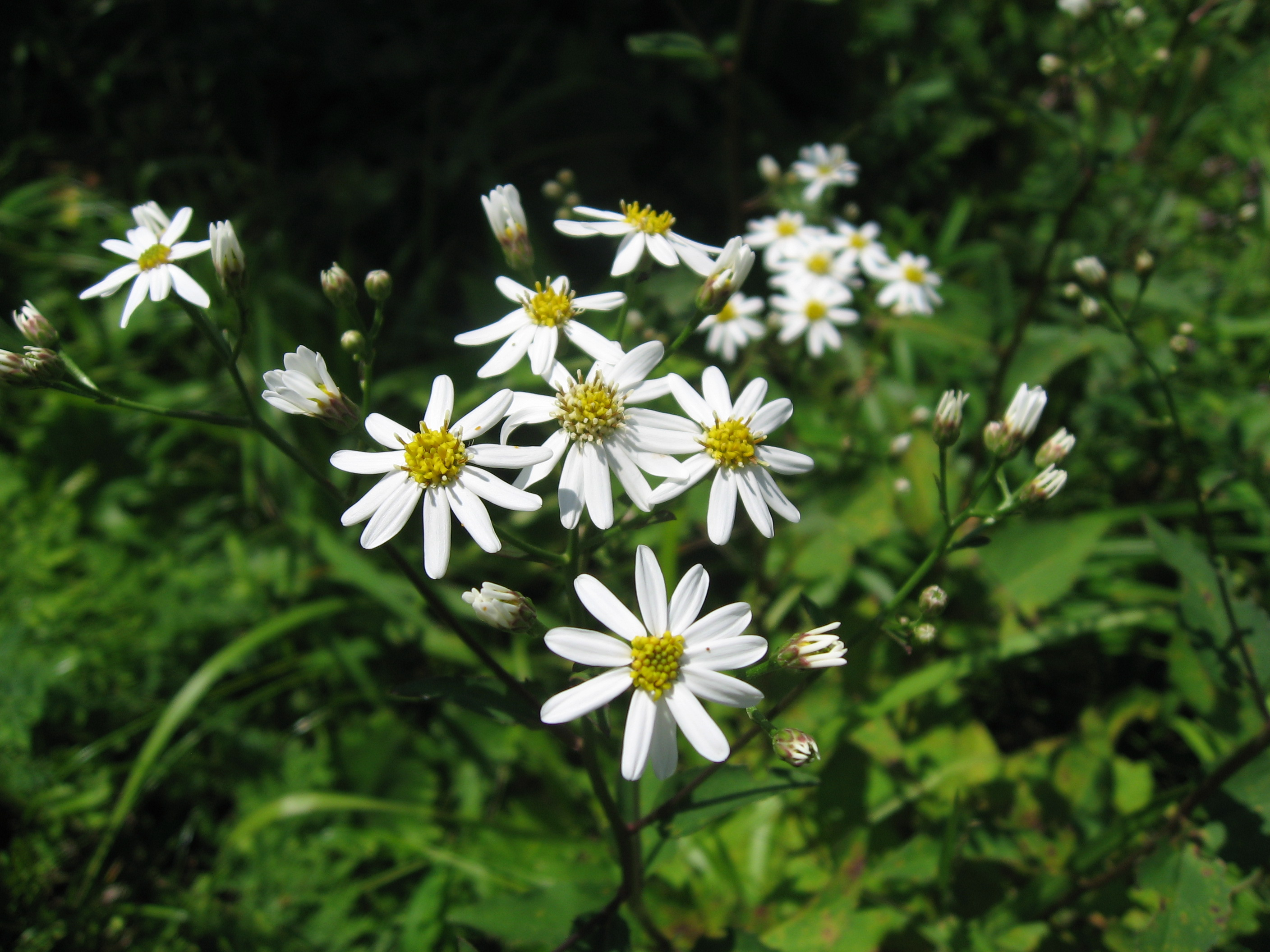
Cardiagyris scabra = syn.  Doellingeria scabra (Деллингерия шершавая)
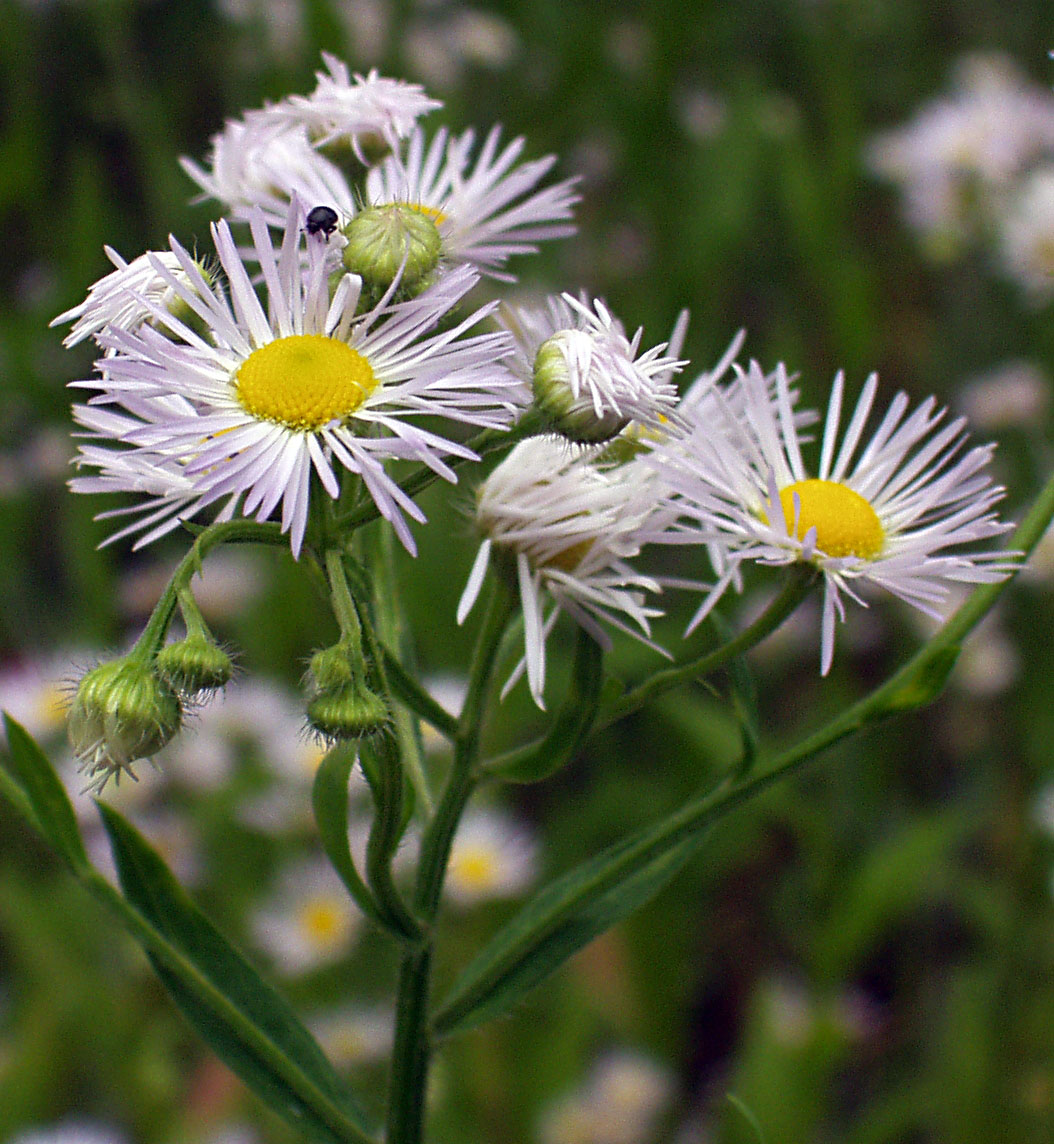
Erigeron annuus (Мелколепестник однолетний)
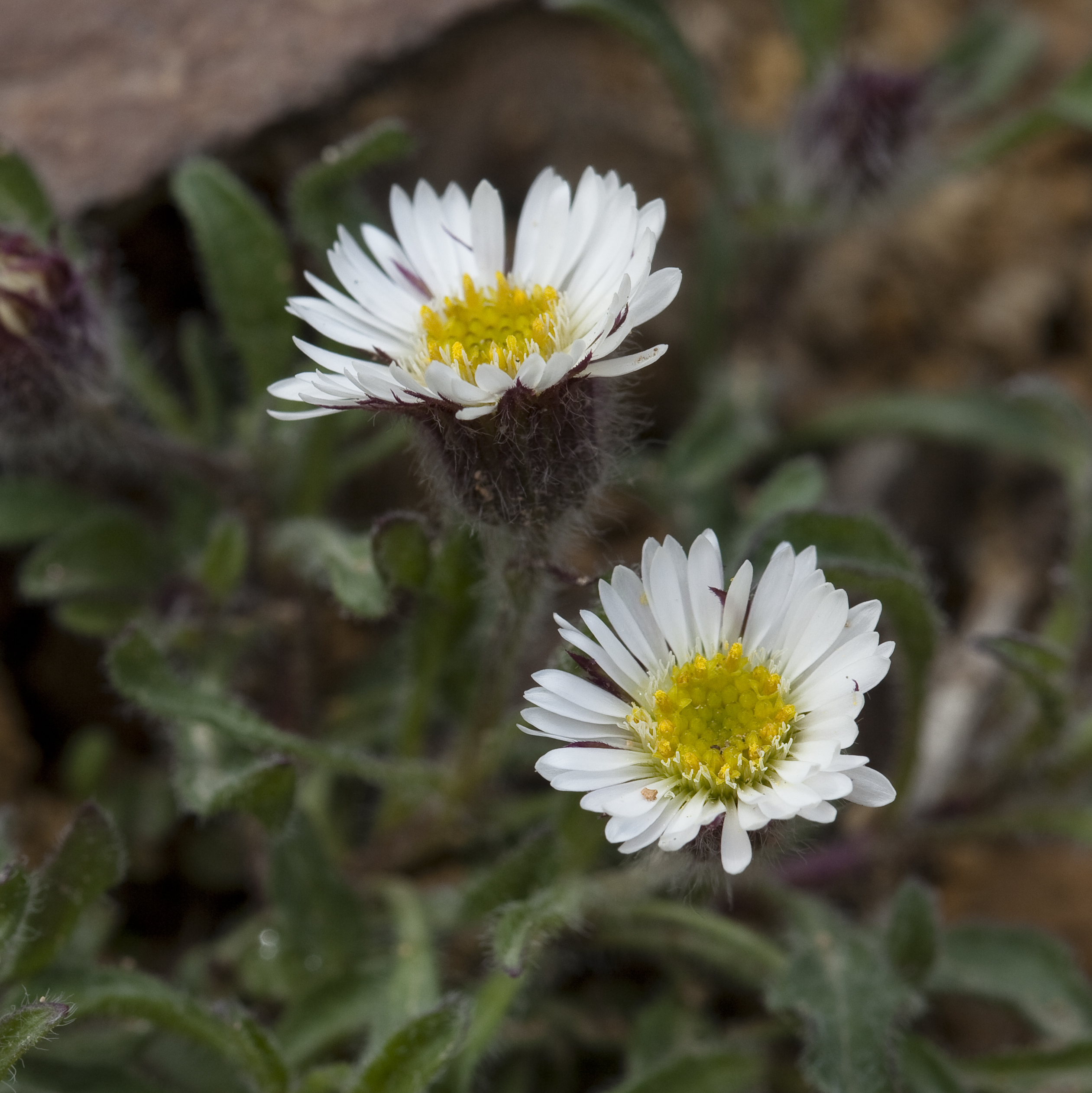
Erigeron eriocephalus (Мелколепестник пушистоголовый)
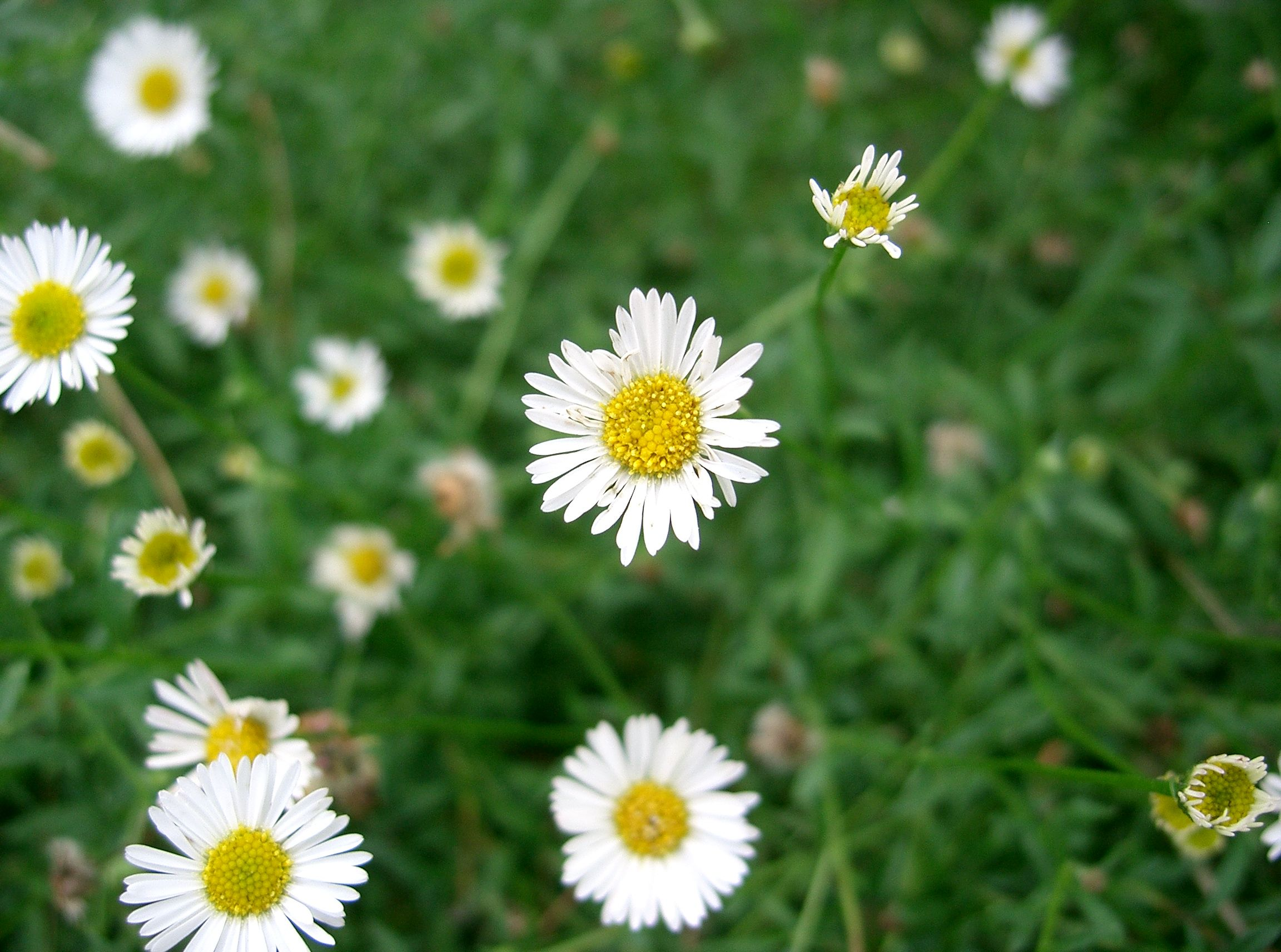
Erigeron karvinskianus (Мелколепестник Карвинского)
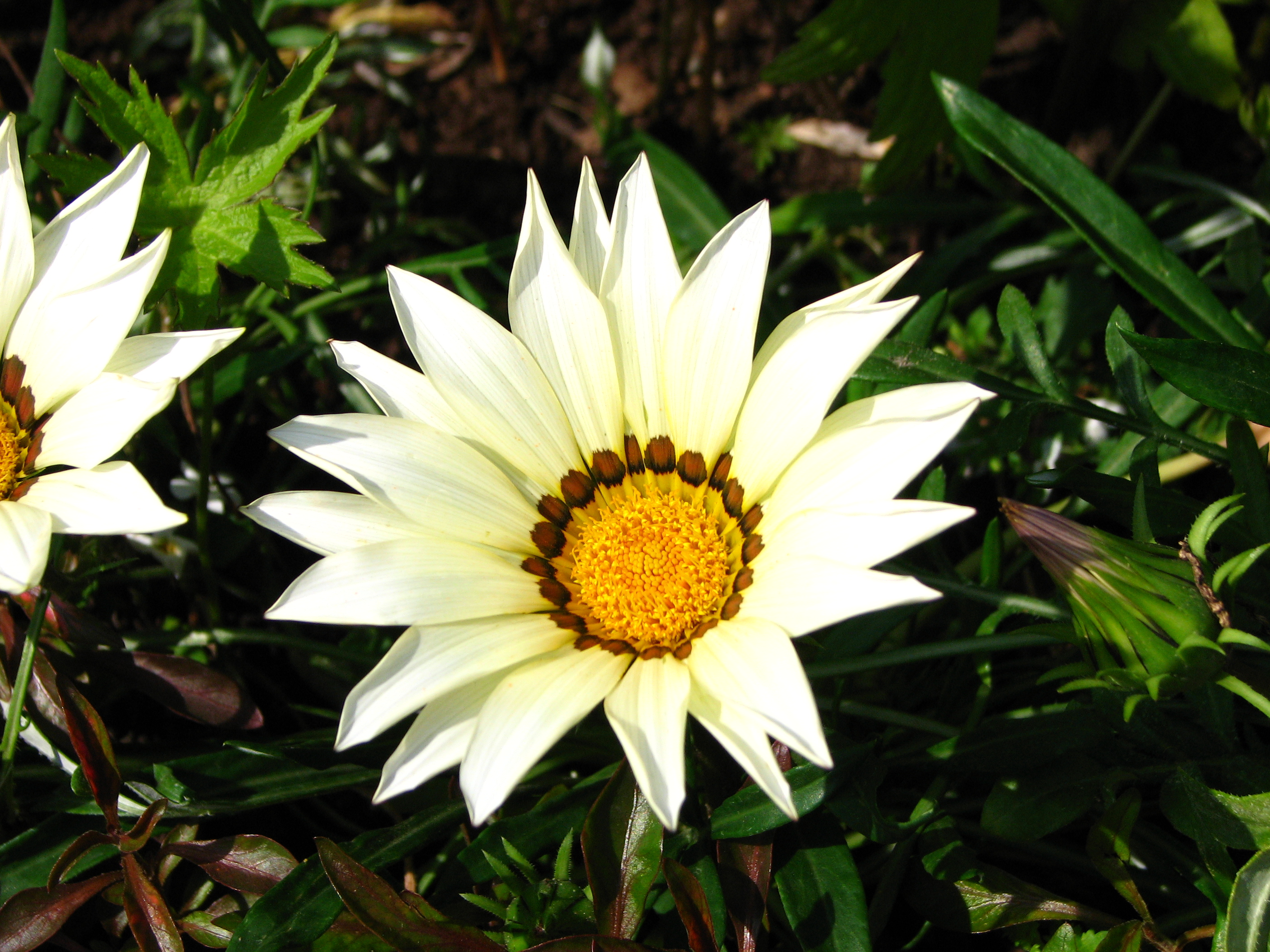
Gazania × hybrida (Газания гибридная) см. род Газания
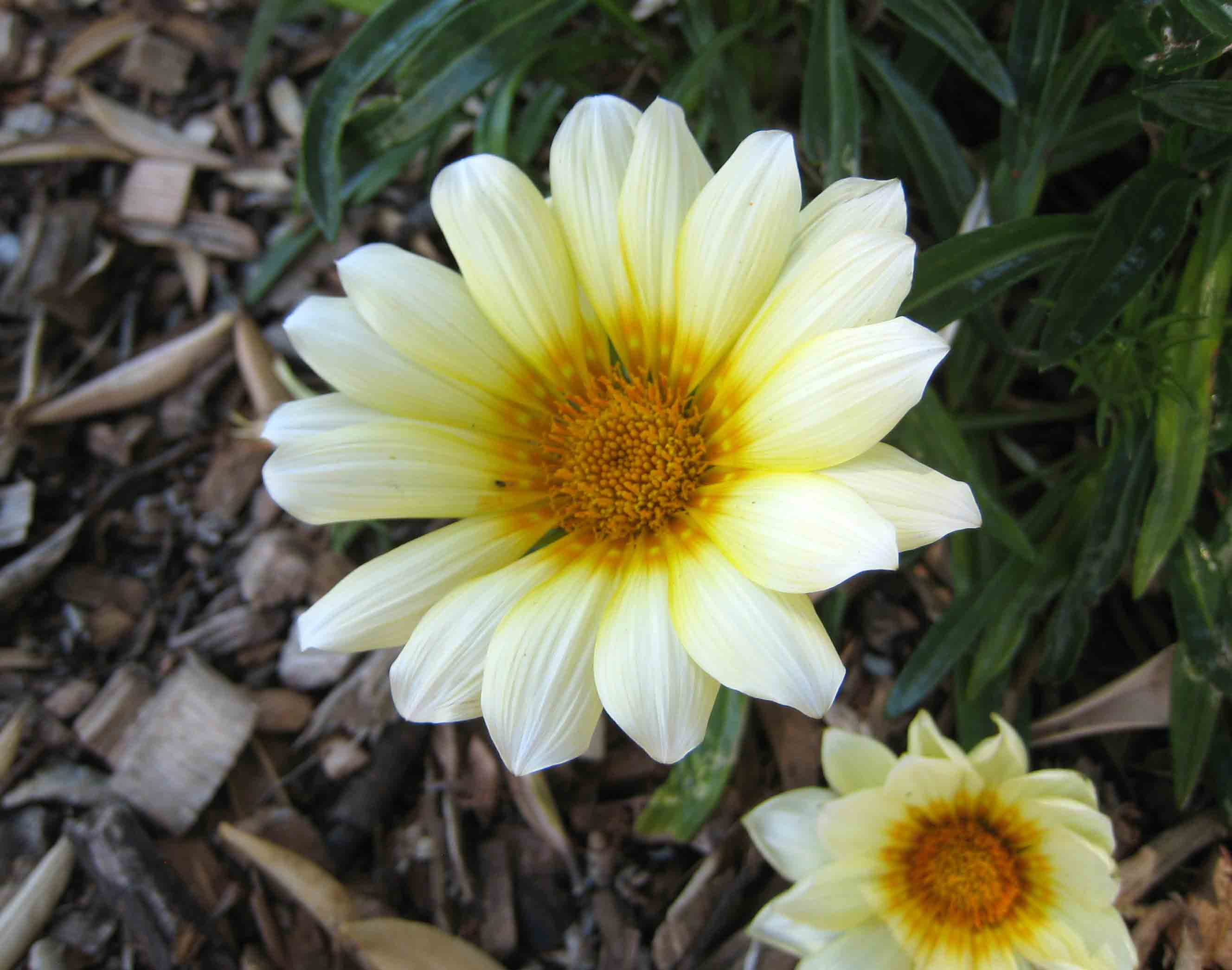
Gazania rigens (Газания жестковатая), сорт 'White'
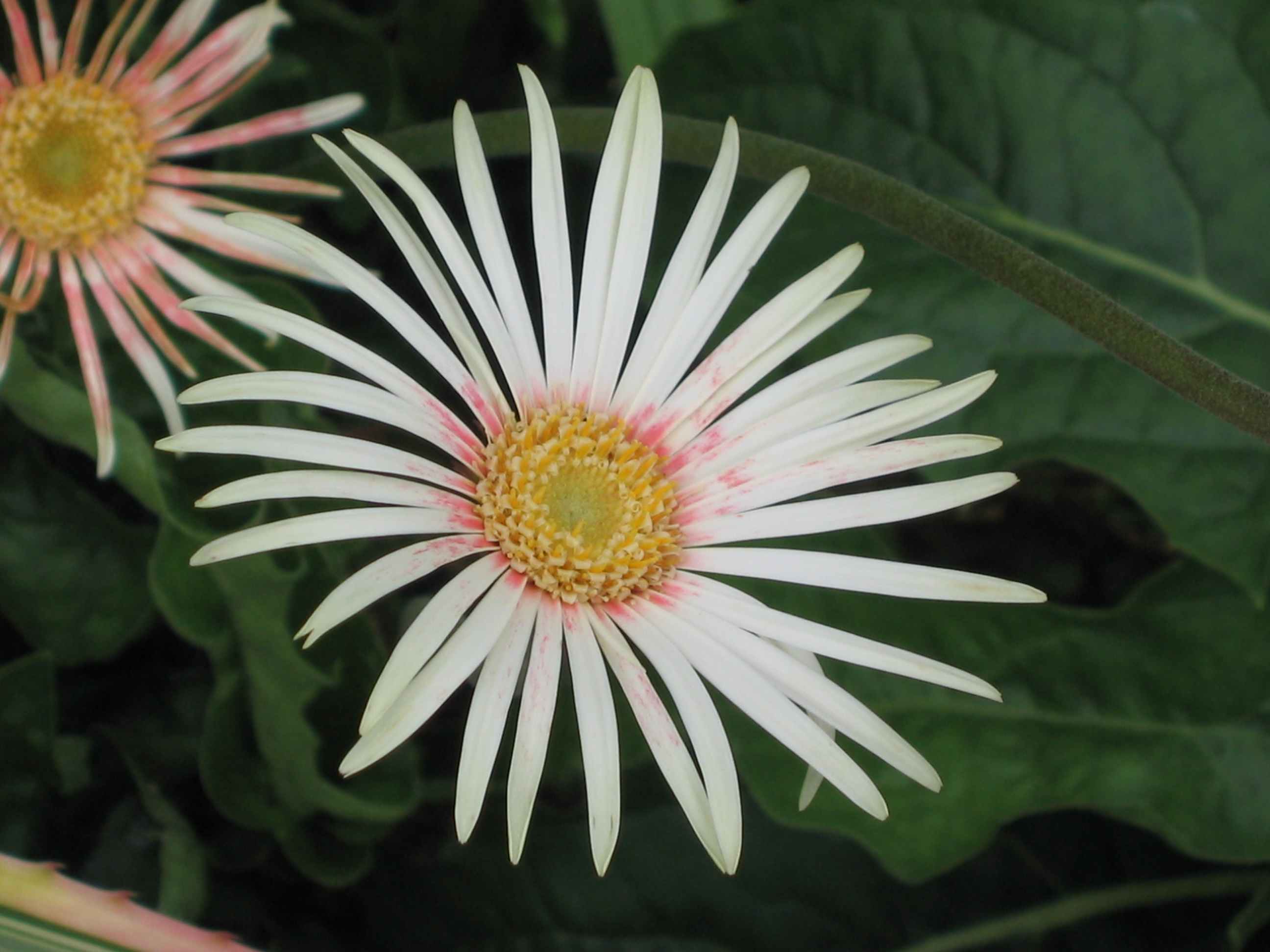
Gerbera jamesonii (Гербера Джемсона), белоцветкова форма
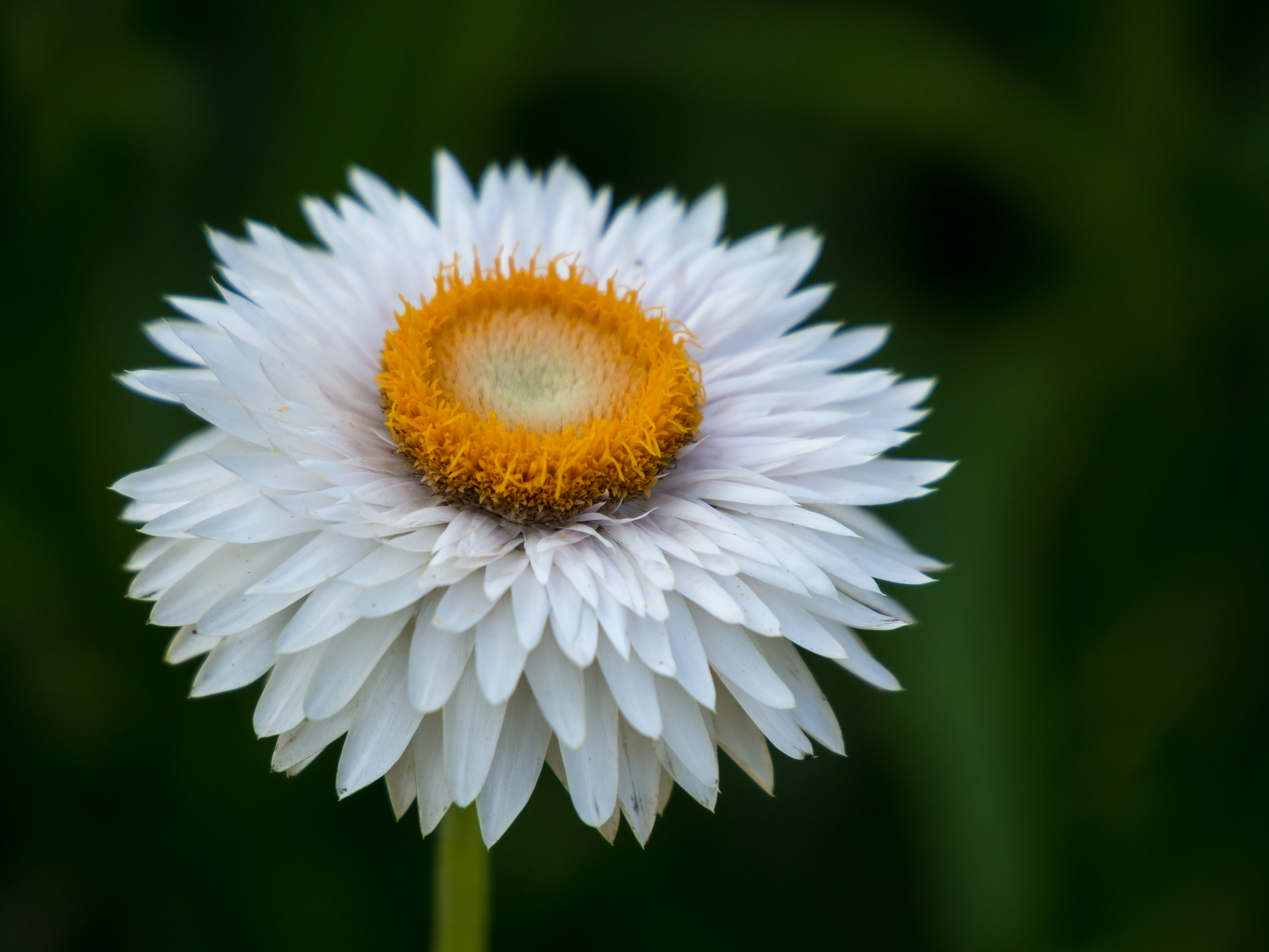
Xerochrysum bracteatum (Бессмертник прицветниковый)
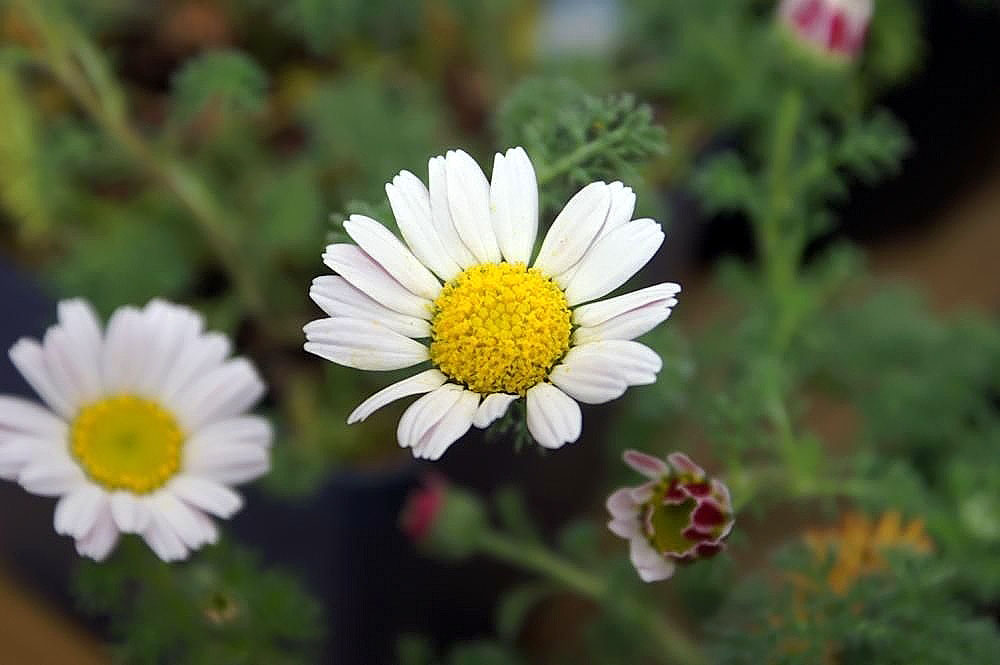
Anacyclus pyrethrum (Анациклус лекарственный)
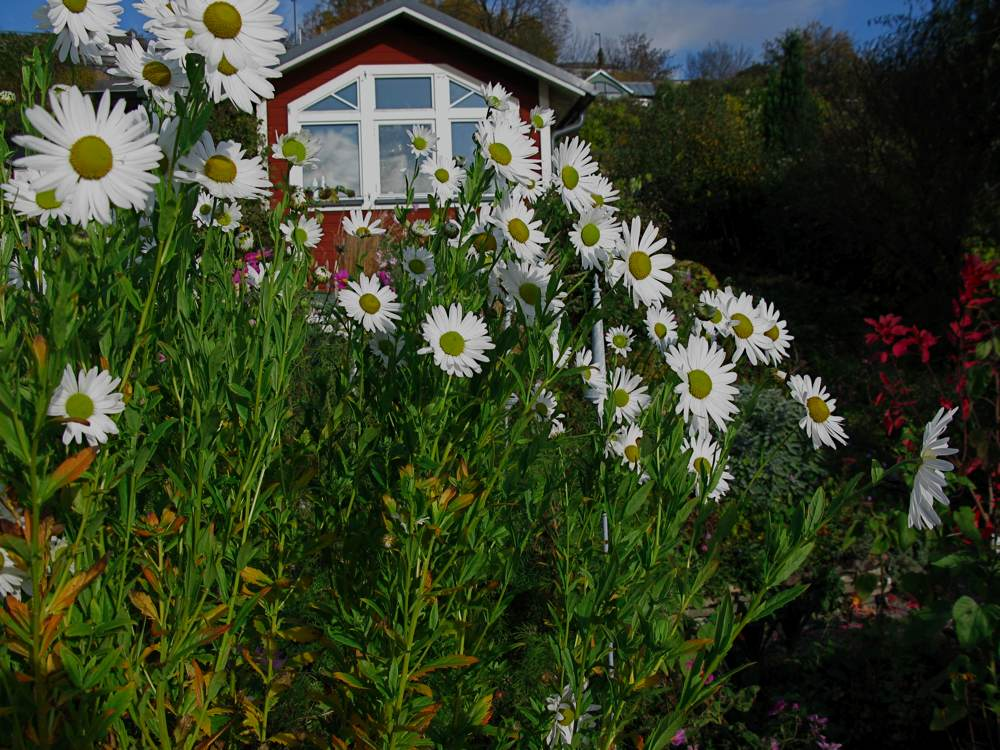
Leucanthemella serotina (Леукантемелла осенняя) (?)
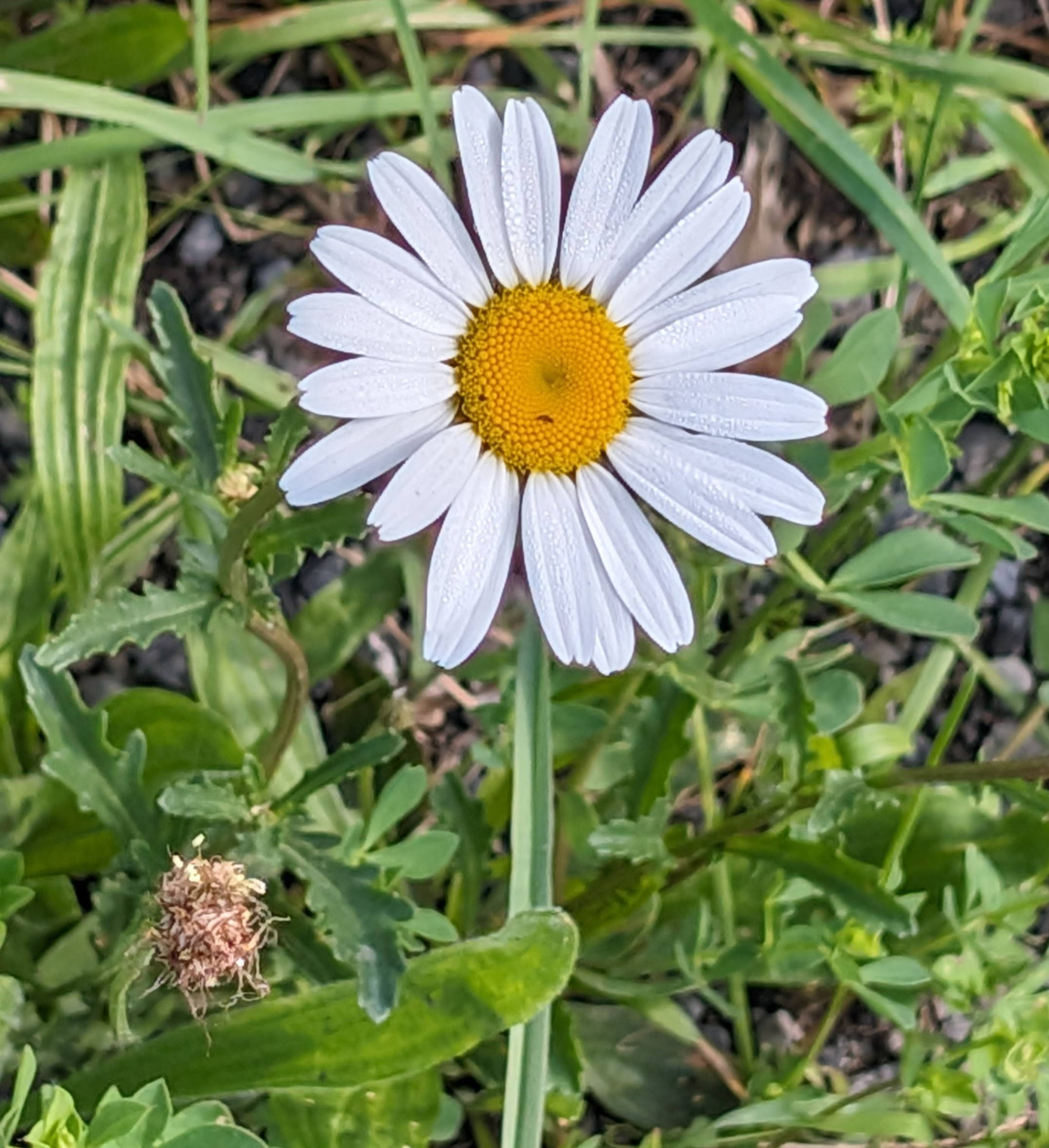
Leucanthemum vulgare (Нивяник обыкновенный)
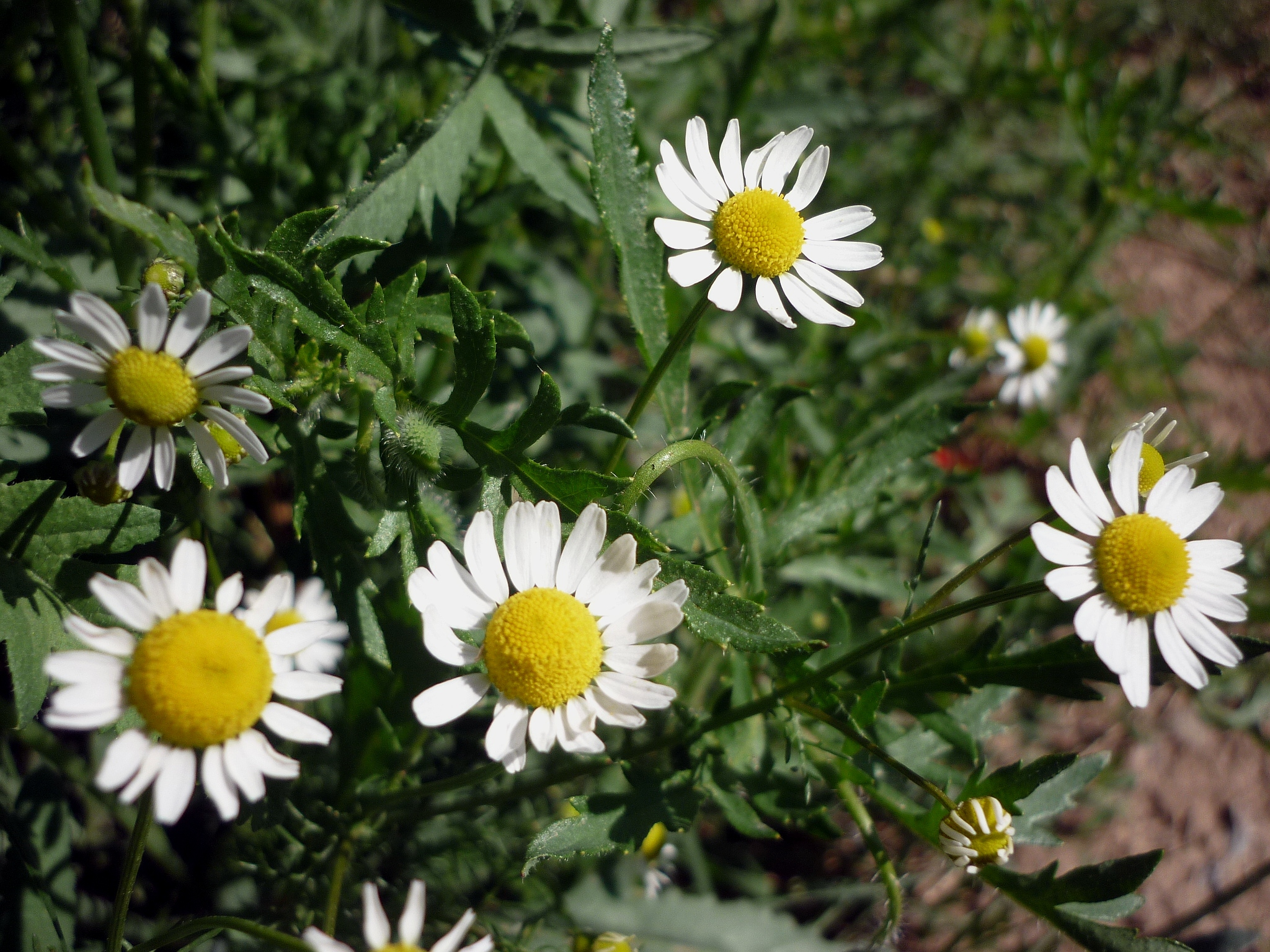
Matricaria chamomilla (Ромашка аптечная)
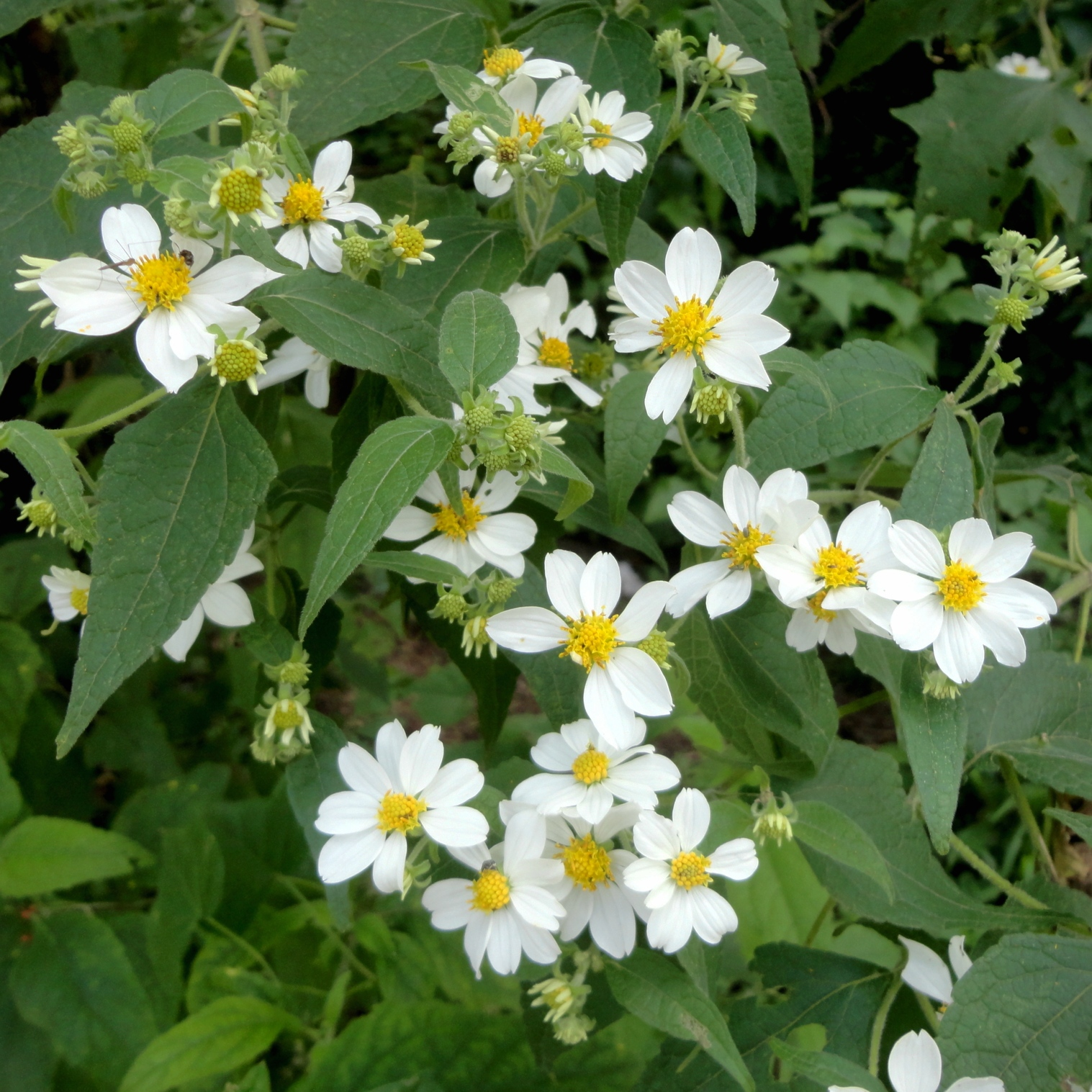
Montanoa leucantha (Монтаноа белоцветковая)
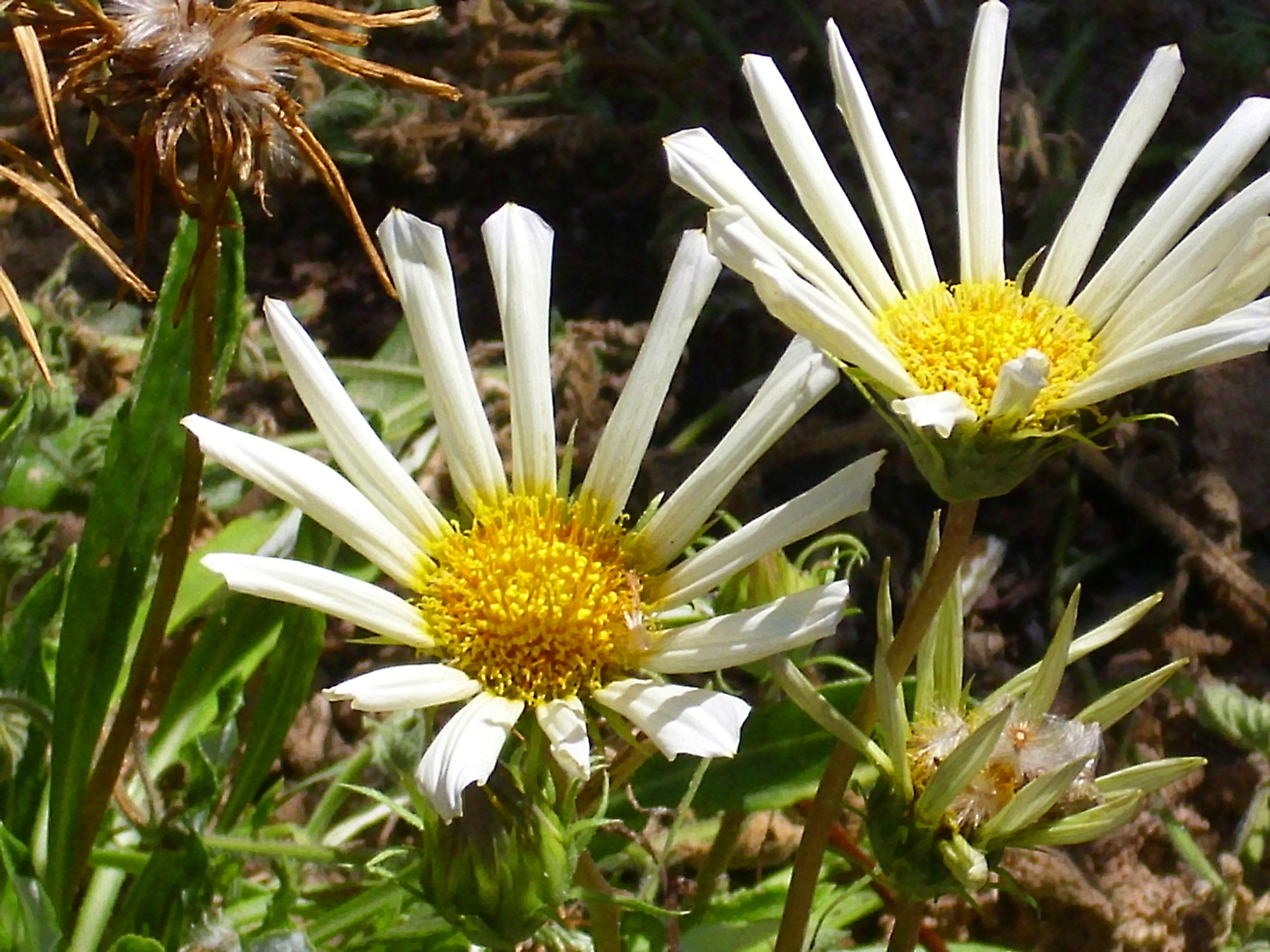
Osteospermum × Dimorphotheca (садовый гибрид)
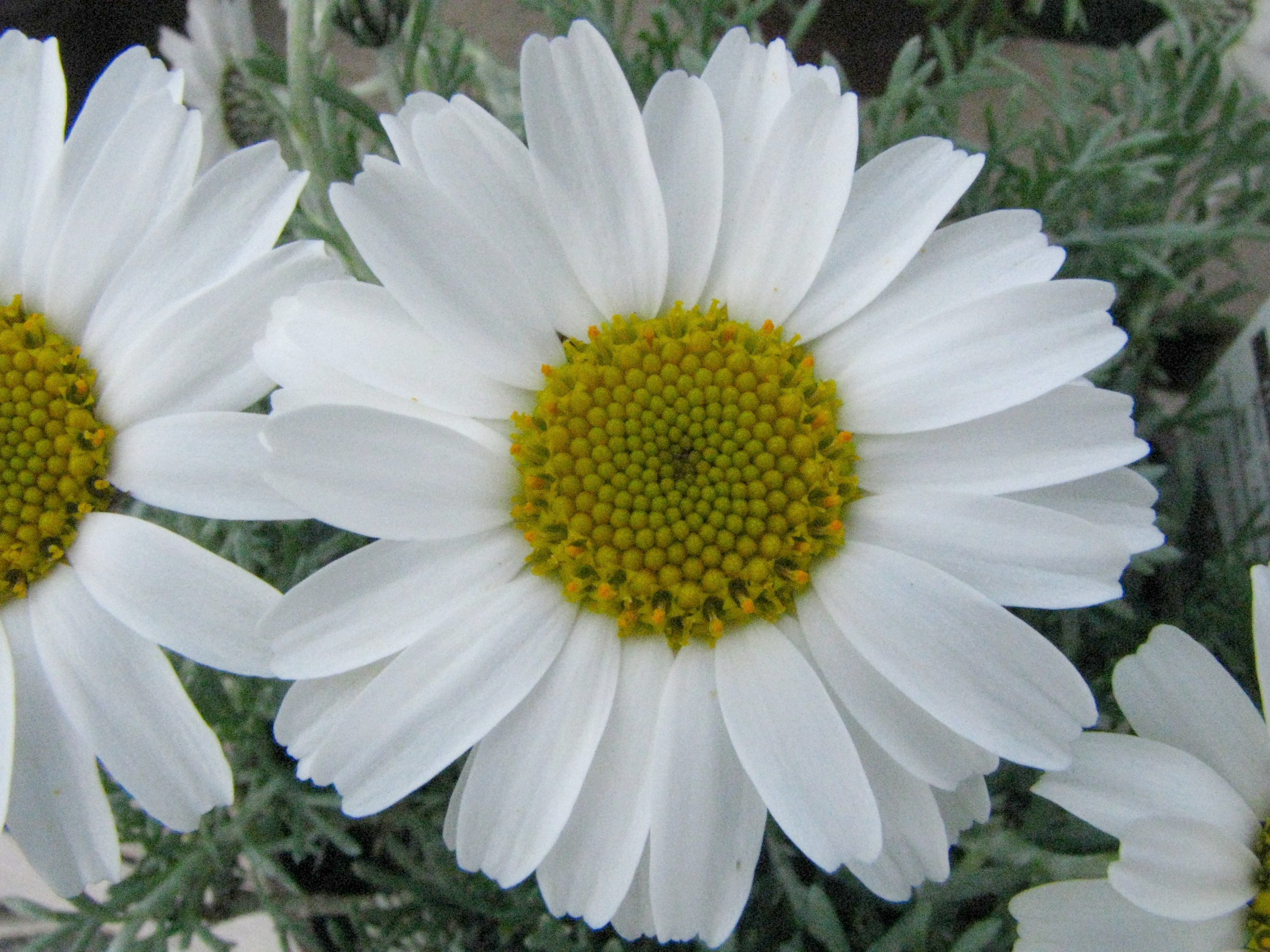
Rhodanthemum hosmariense (Нивяник Хосе Марии)
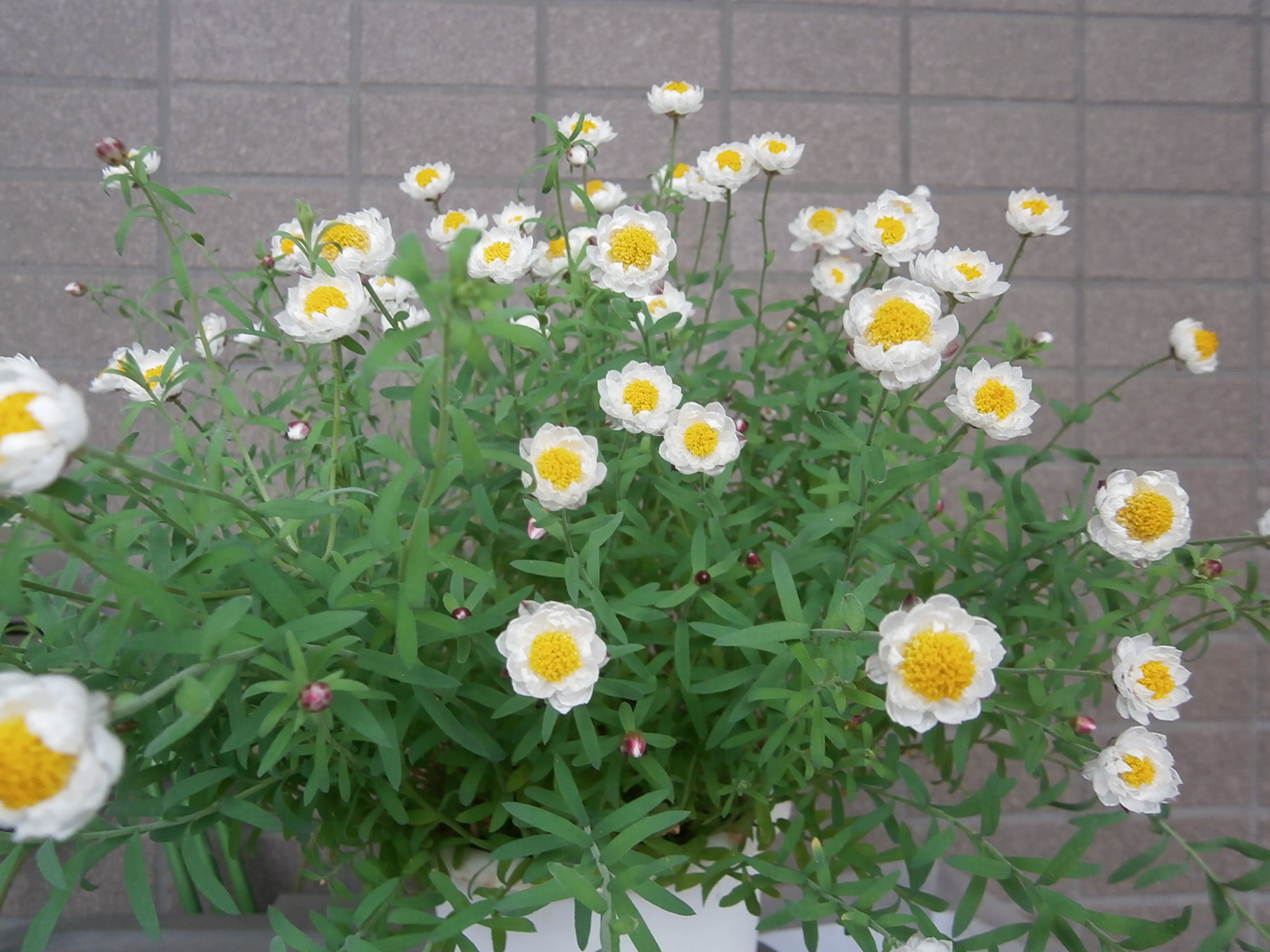
Rodanthe chlorocephala (Роданта зеленоголовая) spp. rosea
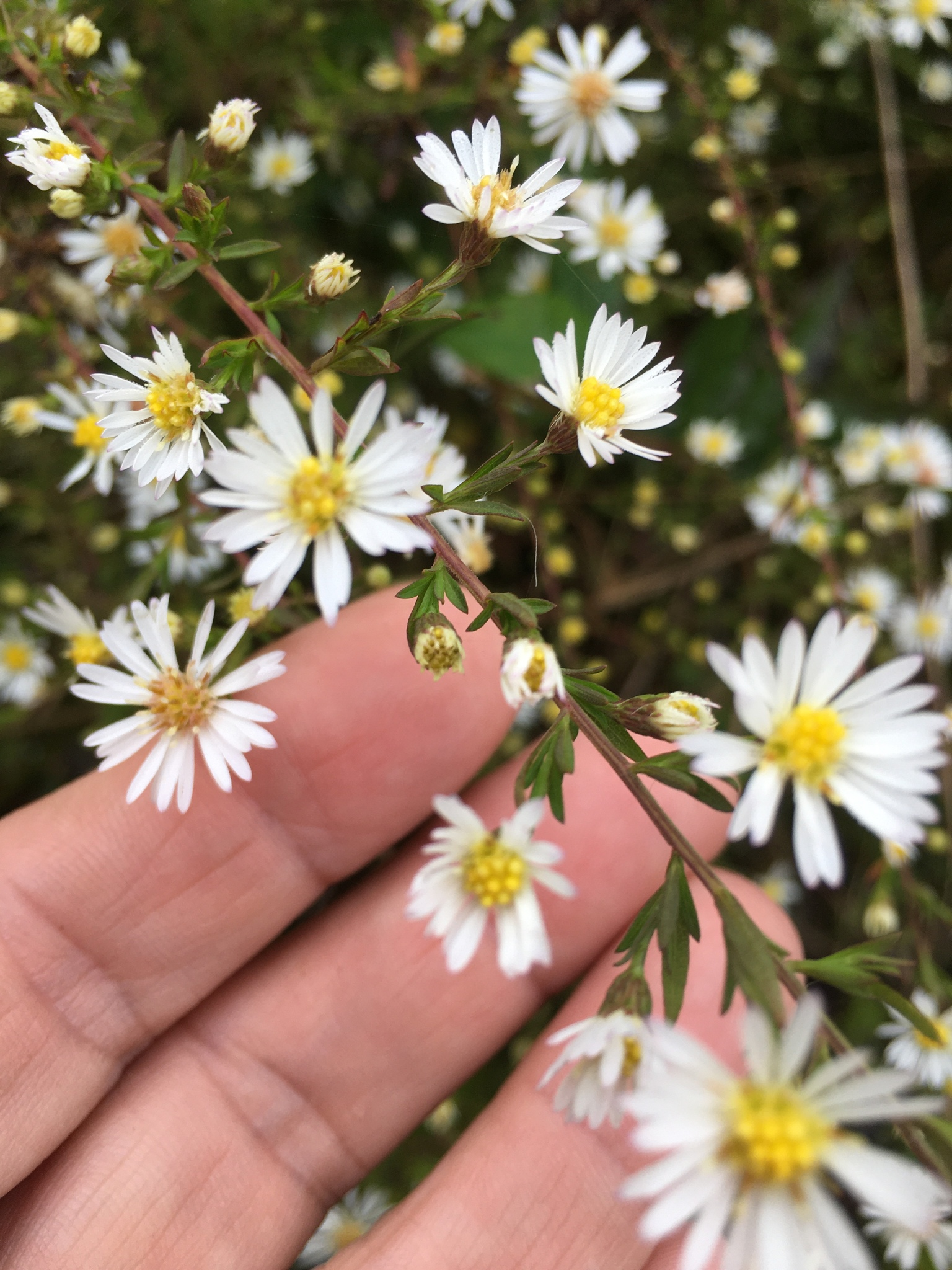
Symphyotrichum dumosum (Астра кустарниковая)
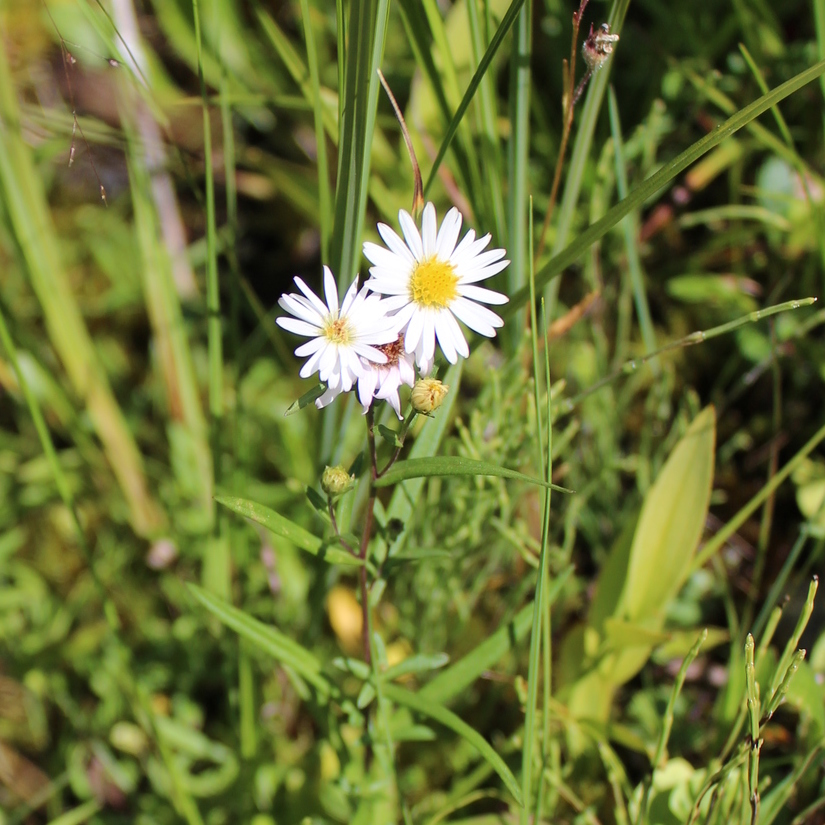
Symphyotrichum nahanniense
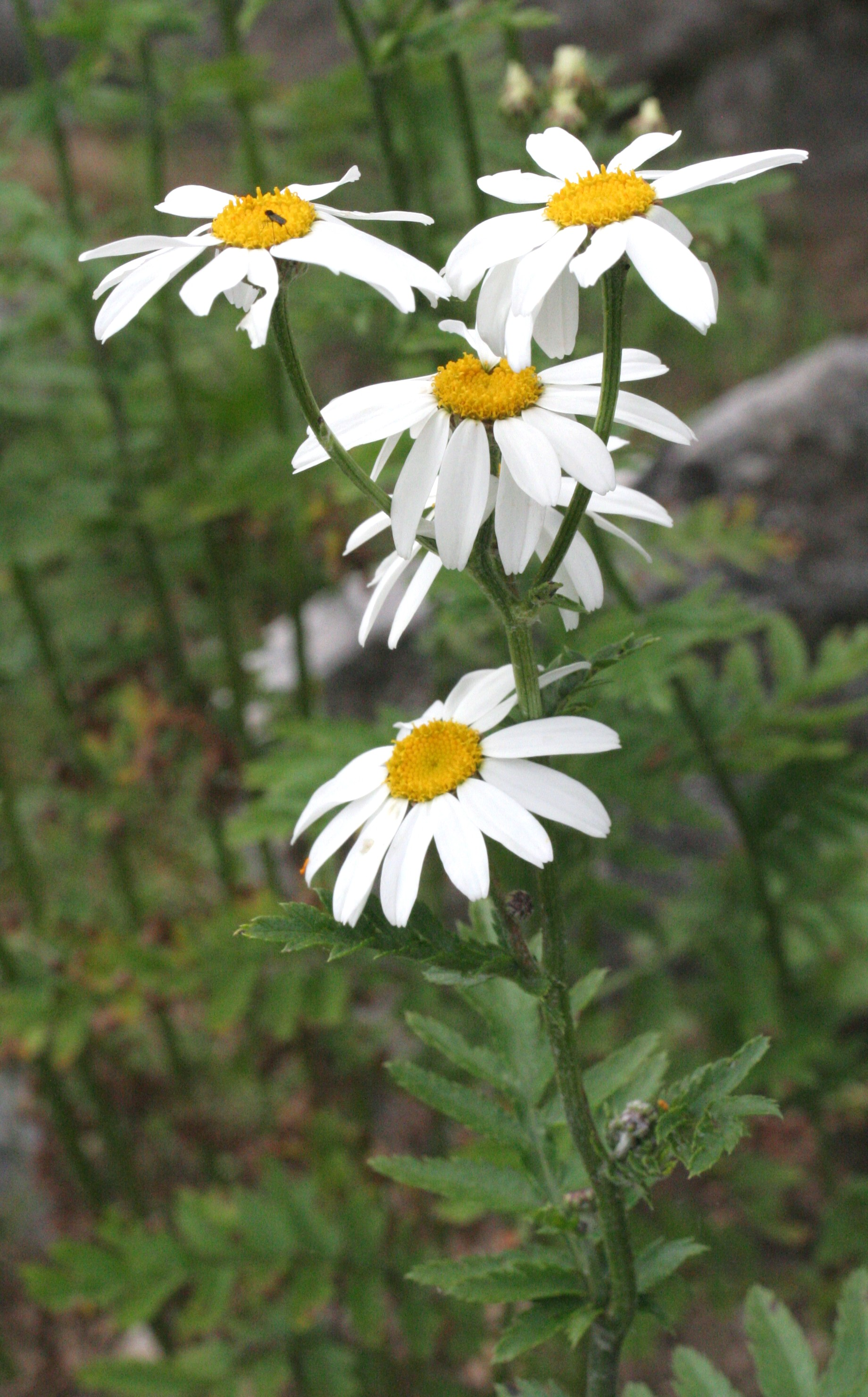
Tanacetum corymbosum (Пижма щитковая)
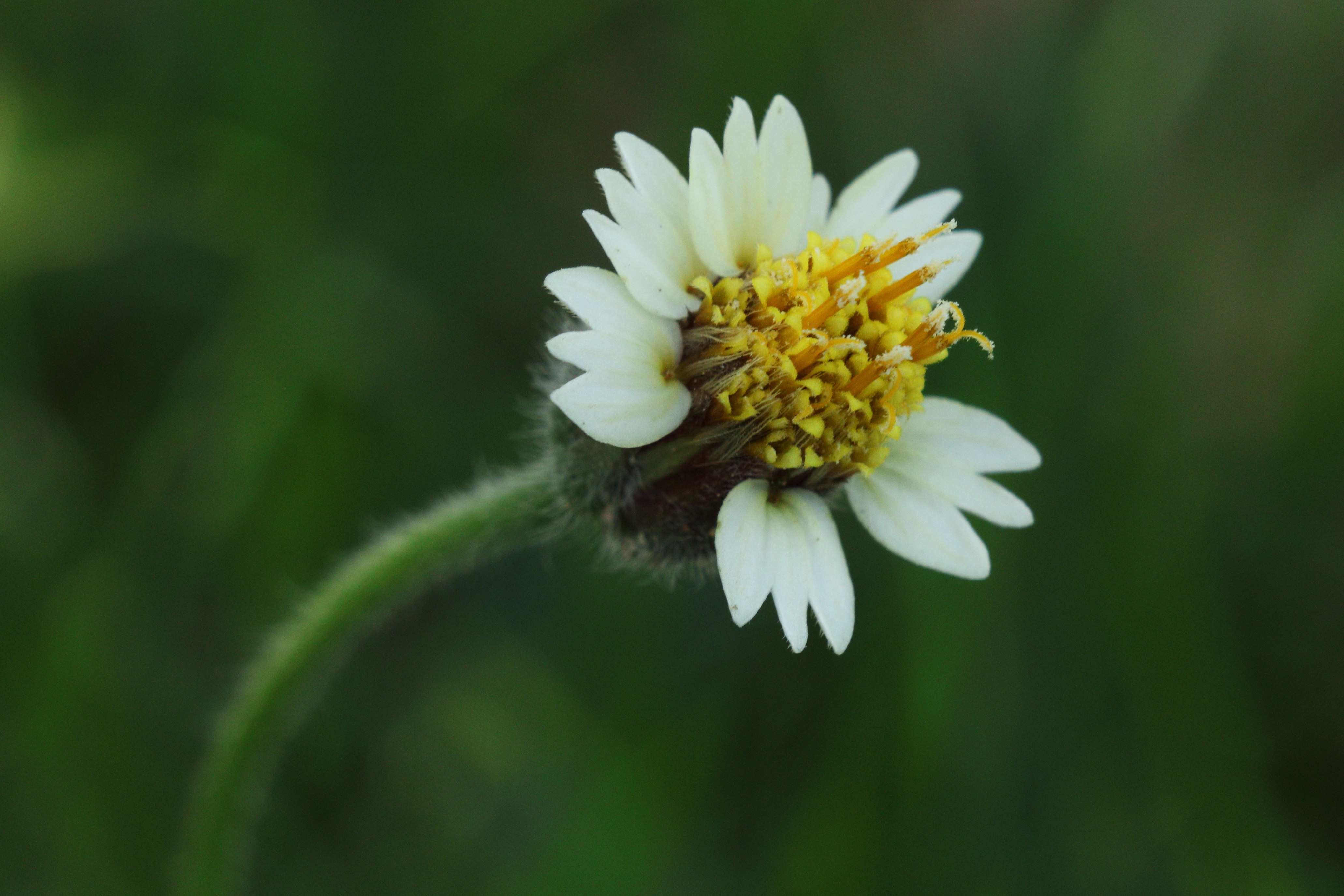
Tridax procumbens (Тридакс лежачий)
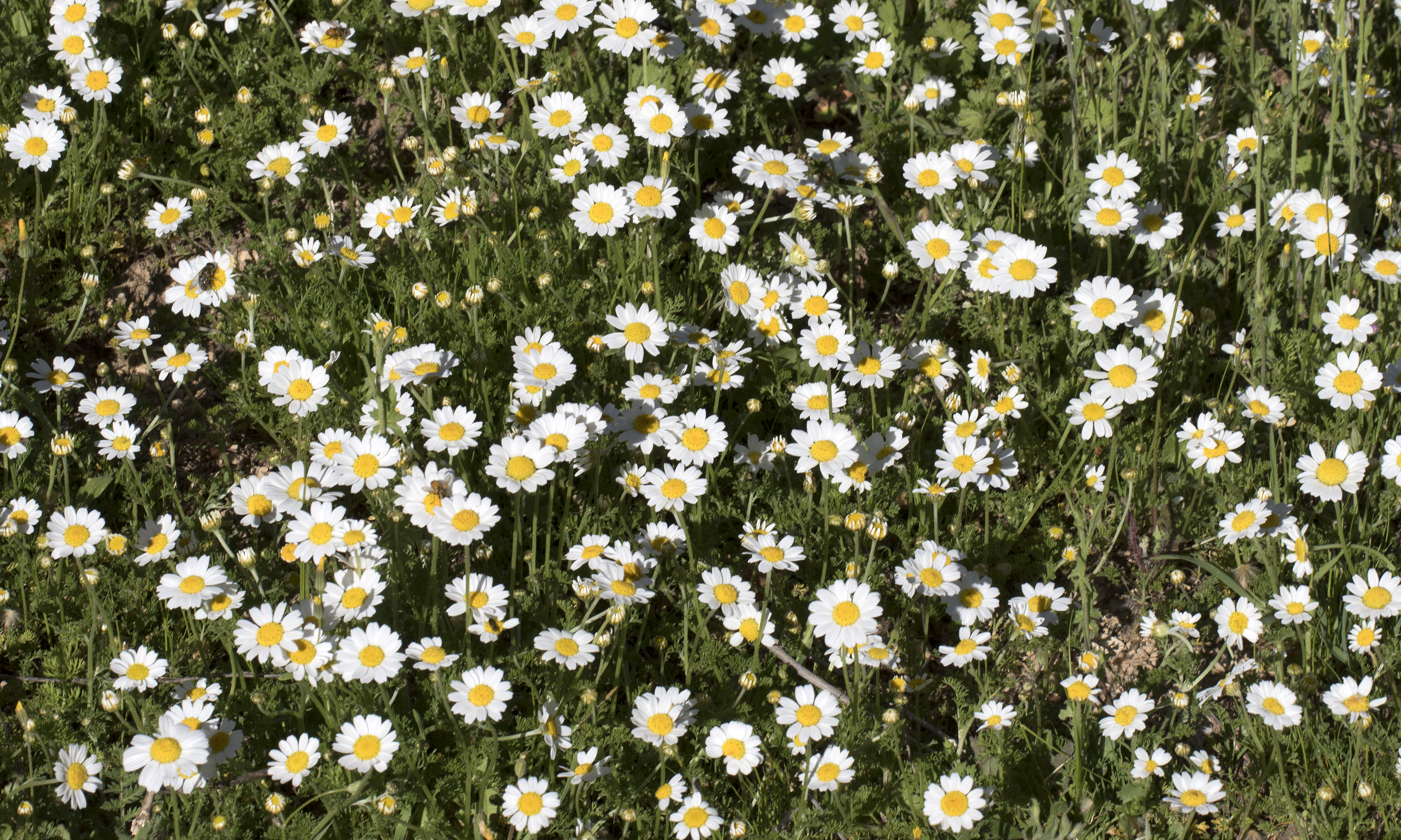
Tripleurospermum caucasicum (Трёхрёберник кавказский)
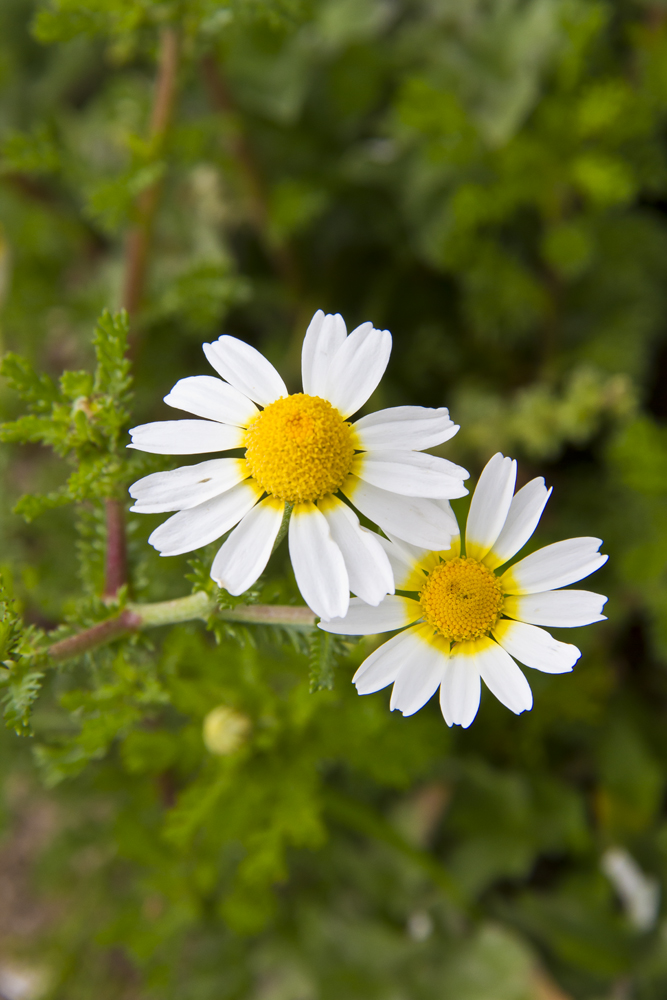
Tripleurospermum maritimum (Трёхрёберник приморский)
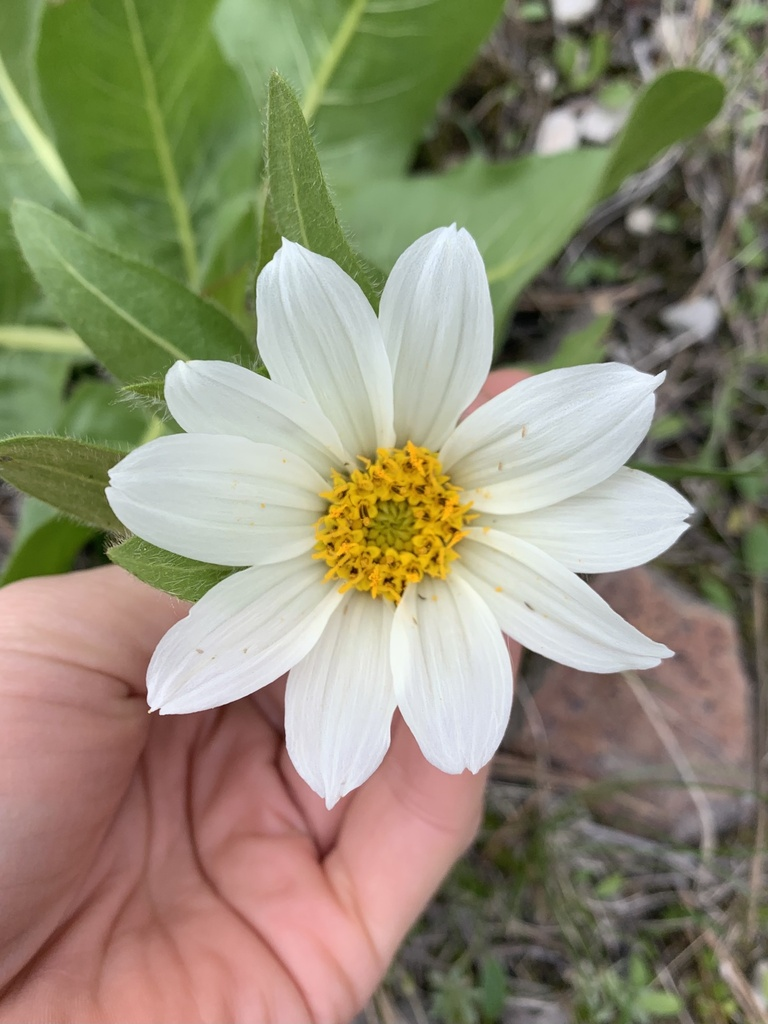
Wyethia helianthoides (Виеция подсолнечниковидная)